# CSI: Crime Scene Investigation
CSI: Crime Scene Investigation (tạm dịch: CSI: Đội Điều Tra Hiện Trường, tên gọi phổ biến: CSI /CSI: Las Vegas) là một bộ phim truyền hình chính kịch tội phạm pháp y của Hoa Kỳ được sáng tạo bởi nhà văn Anthony E. Zuiker. Tác phẩm phát sóng trên kênh CBS trong vòng 15 năm (2000-2015) với tổng cộng 15 mùa định kỳ trải dài xuyên suốt 337 tập. Đây là phần đầu tiên trong loạt phim CSI có sự tham gia diễn xuất của William Petersen, Marg Helgenberger, Gary Dourdan, George Eads, Jorja Fox, Ted Danson, Laurence Fishburne, Elisabeth Shue và Paul Guilfoyle. Dự án tiếp theo, CSI: Vegas được khởi chiếu vào năm 2021.
Làn sóng phản hồi đến với CSI nhìn chung bị phân cực, về phía chuyên môn, giới phê bình dành lời khen cho series đã thực hiện tốt trong khâu diễn xuất, quay phim, phục trang và biên tập âm thanh. Thế nhưng CSI lại vấp phải loạt chỉ trích vì mức độ vượt quá ranh giới của hình ảnh bạo lực và nội dung gợi dục trong khi lên sóng ngay khung giờ vàng. Bên cạnh đó, các nhà điều tra hiện trường vụ án và pháp y ngoài đời thực đưa ra lời cảnh báo chính loạt phim đã bóp méo bản chất và phóng đại mọi khía cạnh trong công việc của họ.
Trong suốt một thập kỷ rưỡi sản xuất, CSI thu hút được một lượng khán giả toàn cầu khổng lồ ước tính tối thiểu lên đến con số 73.8 triệu người xem vào năm 2009. Liên Hoan Truyền Hình Monte-Carlo công nhận đây là loạt phim chính kịch nổi tiếng nhất trên toàn thế giới và đã bảy lần trao giải Phim Truyền Hình Dài Tập Xuất Sắc Nhất. Với 15 mùa phim, trên tổng số kỷ lục 39 đề cử, CSI đã nhận được 6 Giải Emmy Giờ Vàng danh giá, 6 đề cử Giải Quả Cầu Vàng cùng hàng loạt những thành tựu khác trong lĩnh vực truyền hình.

## Tiền đề
Kết hợp giữa việc suy luận và tập trung vào hướng phát triển nhân vật, CSI: Crime Scene Investigation theo chân một nhóm điều tra viên hiện trường vụ án đến từ Sở Cảnh Sát Las Vegas khi họ sử dụng bằng chứng vật lý để giải quyết các vụ án giết người.
Ban đầu tiểu đội được dẫn dắt bởi tiến sĩ Gil Grissom (William Petersen), một nhà côn trùng học pháp y kiêm hành nghề tội phạm học lúng túng trong giao tiếp, ông được thăng chức thành giám sát CSI sau cái chết của điều tra viên thực tập. Cấp phó của Grissom - Catherine Willows (Marg Helgenberger), là một bà mẹ đơn thân với bản năng trinh sát. Sinh ra và lớn lên ở Las Vegas, cô hành nghề vũ công thoát y trước khi bước chân vào cơ quan thực thi pháp luật và được đào tạo trở thành chuyên gia phân tích vết máu.
Sau sự ra đi của Grissom trong mùa thứ chín, Catherine thăng tiến lên chức vụ ngang hàng với tiến sĩ. Đến khi công cuộc giám sát quá trình đào tạo điều tra viên mới Raymond Langston (Laurence Fishburne) hoàn tất, D.B. Russell (Ted Danson) thay thế vị trí của Willows và cô được tuyển dụng vào FBI ngay sau đó. Russell là người đàn ông mẫu mực của gia đình, một nhà thực vật học pháp y nhạy bén và là cựu chiến binh của Phòng Thí Nghiệm Tội Phạm Seattle.
Trong phần thứ mười hai, Russell đoàn tụ với cộng sự cũ của mình là Julie Finlay (Elisabeth Shue), cô cũng là chuyên gia về máu giống như Catherine cùng khối kiến thức sâu rộng về tâm lý tội phạm. Phối hợp với các thành viên còn lại trong nhóm, họ làm việc xuyên suốt 24/7 để giải quyết vấn nạn tội phạm ngày càng gia tăng của Las Vegas, lùng sục hiện trường, thu thập bằng chứng và tìm ra những mảnh ghép còn thiếu để giải quyết bí ẩn.

## Sáng tạo

### Hình thành
Trong những năm 1990, Anthony Zuiker đã thu hút sự chú ý của nhà sản xuất Jerry Bruckheimer sau khi viết kịch bản phim đầu tiên của mình. "[Zuiker] đang lái xe điện ở Las Vegas và nảy sinh ý tưởng cho chương trình về giám định pháp y, vì vậy sở cảnh sát đã cho phép anh ấy tham gia một số chuyến đi vòng quanh với đội CSI của họ. Ngày nọ, [Zuiker] đến hiện trường vụ án và có một thi thể trên giường. Các thám tử đã kiểm tra căn phòng và mang xác ra ngoài, rồi để anh ta trong buồng một mình. Đột nhiên, một bàn tay thò ra từ gầm giường... tên sát nhân vẫn ở đó!": Bruckheimer nhớ lại trong cuộc trò chuyện với tờ Financial Times vào năm 2007. Sau khi tiếp cận với ý tưởng, nhà sản xuất đã gật đầu đồng ý và bắt đầu phát triển series với Touchstone Television (sau này là ABC Signature). Người đứng đầu hãng phim vào thời điểm đó thích kịch bản đặc tả và giới thiệu nó với các giám đốc điều hành của ABC, NBC và Fox. Cuối cùng dự án được thông qua.
Thành viên chủ chốt bộ phận phát triển phim truyền hình tại CBS nhìn thấy tiềm năng trong kịch bản và họ đã ký kết hợp đồng với William Petersen, nam diễn viên sau đó bày tỏ mong muốn tham gia vào tập phim thí điểm của CSI. Các giám đốc điều hành mạng rất thích phần thử nghiệm này và quyết định đưa nó vào lịch trình năm 2000 ngay lập tức.
Sau khi CBS chọn CSI, Touchstone thuộc sở hữu của Disney quyết định rút khỏi dự án vì họ không muốn chi quá nhiều tiền để sản xuất chương trình cho một mạng khác (ABC cũng chịu kiểm soát bởi Disney). Quyết định này là ngầm đặt CBS vào tình thế buộc phải dừng loạt phim, may mắn thay Bruckheimer sau đó đã thuyết phục thành công công ty truyền thông Alliance Atlantis cùng với CBS tham gia với tư cách là nhà sản xuất nhằm cứu chương trình khỏi bờ vực hủy bỏ.
Ban đầu, CSI hưởng lợi từ The Fugitive (bản làm lại của series những năm 1960) được kỳ vọng sẽ ăn khách, nhưng đến cuối năm đầu tiên của thế kỷ 21, CSI đã có lượng khán giả lớn hơn rất nhiều. Bộ phim chính thức công chiếu vào ngày 6 tháng 10 năm 2000 lúc 9 giờ tối các ngày thứ sáu trong tuần. Sở hữu con số ấn tượng 5.4 triệu người xem trong bản demo dành cho độ tuổi 18-49 và cuối cùng đạt cột mốc hơn 17 triệu ngay từ tập mở đầu, tác phẩm xoay quanh ngưỡng theo dõi này xuyên suốt 10 tập tiếp theo và được dời lịch sang thứ năm cho đến phần 11 vào ngày 1 tháng 2 năm 2001.

### Sản xuất
CSI: Crime Scene Investigation được sản xuất bởi hai hãng Jerry Bruckheimer Television và CBS Productions. Trước đây loạt phim hợp tác hậu cần với Alliance Atlantis Communications nhưng hiện không còn tồn tại, lợi tức công ty này về sau bị thâu tóm bởi hãng đầu tư GS Capital Partners, một chi nhánh của Goldman Sachs. CBS đã mua lại quyền phân phối quốc tế của AAC đối với chương trình, mặc dù việc phân bổ DVD ngoài Hoa Kỳ không thay đổi (chẳng hạn: Momentum Pictures tiếp tục sở hữu bản quyền DVD của Vương quốc Anh). Các phiên bản chiếu lại trình làng ở Hoa Kỳ trên kênh Oxygen và Syfy, Court TV Mystery là đơn vị nắm giữ bản quyền phân phối phát sóng. Ngoài ra, chương trình cũng được phát thanh lại trên cáp USA Network kể từ ngày 14 tháng 1 năm 2011. Danh mục CSI đã được độc quyền cho toàn bộ danh sách vốn đầu tư của NBC Universal kể từ tháng 9 năm 2014, sau vài năm ra mắt trên hai kênh Spike và TV Land của bộ phận giám sát hoạt động kênh truyền hình Viacom Media Networks.

### Quay phim

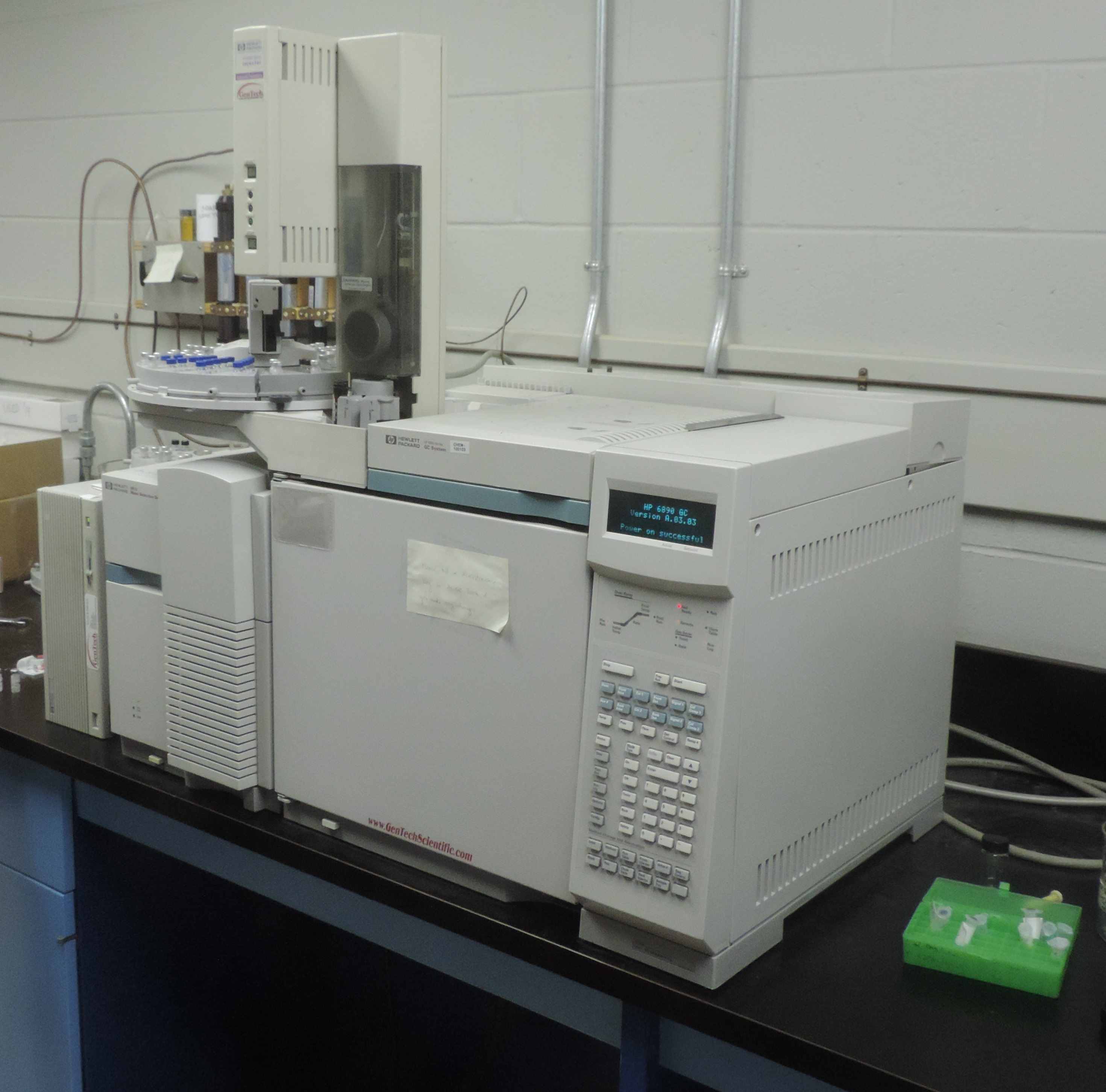
Máy sắc ký khí – quang khối phổ (GC-MS) trước đây đã từng được sử dụng trong chương trình.

Dự án ban đầu ghi hình tại Rye Canyon, một khuôn viên công ty thuộc sở hữu của Lockheed Martin nằm ở khu vực Valencia trong vùng Santa Clarita, California. Do bối cảnh và không gian có sự tương đồng lớn giữa thung lũng Santa Clarita với vùng ngoại ô Las Vegas nên sau tập 11, đội ngũ làm phim chuyển sang Santa Clarita Studios gần đó. Đôi khi dàn diễn viên vẫn quay tại địa điểm cũ (trong bộ DVD phần bốn đã tiết lộ thông tin chi tiết tập "Suckers" chủ yếu được thực hiện vào tháng 12 năm 2003 ở Las Vegas, đây là nơi quay cảnh câu lạc bộ Gothic ở khu vực cho thuê. Đến tháng giêng năm sau, một số phân đoạn thu hình ở cung điện Caesars), ngoài ra thành phố mệnh danh là thủ đô giải trí của thế giới chủ yếu vẫn được đơn vị chụp ảnh thứ hai trong đoàn phim sử dụng, chẳng hạn như các cảnh quay bên ngoài đường phố. Vài vị trí khác ở California cũng xuất hiện trên màn ảnh bao gồm Trường Trung Học Verdugo Hills, Hội Trường Royce của UCLA, Tòa thị chính Pasadena và Đại học Bang California, Los Angeles. Sau phần năm, các tập phim chủ yếu được thu tại Universal Studios Hollywood ở Universal City, California nhưng vì môi trường xung quanh Santa Clarita rất linh hoạt nên CSI tiếp tục quay một số cảnh ngoài trời ở đó.

### Âm nhạc
Bài hát chủ đề "Who Are You" được sáng tác bởi Pete Townshend qua sự trình bày của ca sĩ chính Roger Daltrey nằm trong ban nhạc The Who. Daltrey đóng vai trò là diễn viên khách mời đặc biệt ở "Living Legend", đây là tập đã sử dụng khá nhiều nguồn tham khảo nhạc, chẳng hạn như cụm từ "Who's Next" xuất hiện trên bảng tẩy khô trong cảnh mở đầu. Ở một số quốc gia, để tránh phí cấp phép âm nhạc, một ca khúc chủ đề khác đã được dùng thay thế.
Xuyên suốt tác phẩm, thanh âm đóng vai trò rất quan trọng, các nghệ sĩ như Ozzy Osbourne, The Wallflowers, John Mayer và Akon (cùng với Obie Trice) đã biểu diễn trên màn ảnh lần lượt trong các tập "Skin in the Game", "The Accused Is Entitled", "Built to Kill, Part 1" và "Poppin' Tags". Bài hát của ban nhạc Mogwai, Radiohead và Cocteau Twins thường được nghe thấy trong các cuộc kiểm tra pháp y. Một số nghệ sĩ khác đã cho CSI mượn âm nhạc của họ, đại diện nổi tiếng nhất là Rammstein và Linkin Park (sử dụng nhiều trong cốt truyện của nhân vật Lady Heather). Có thể nghe thấy Sigur Rós đang chơi nhạc ở chế độ nền trong tập "Slaves of Las Vegas", The Turtles trong "Grave Danger" và Marilyn Manson trong "Suckers". Bản cover bài hát "Mad World" do Michael Andrews cải biên qua sự thể hiện của ca sĩ Gary Jules được dùng ngay phần thử nghiệm và trong ba tập của mùa sáu ("Room Service", "Killer" và "Way to Go"). Series tiếp tục giới thiệu ban nhạc rock công nghiệp Nine Inch Nails nhiều lần xuyên suốt ba phần. Một tập phim bắt đầu với màn trình diễn "Sweet Jane" đầy phấn khích của The Velvet Underground và kết thúc với phiên bản buồn bã của Cowboy Junkies. Phân đoạn nhân vật David Hodges gặp may mắn trong những tình huống hiểm nguy thường được chiếu trên nền bài hát "Mr. Blue Sky" của Electric Light Orchestra. Ca khúc này xuất hiện lần đầu ngay tập "Lab Rats" và lần cuối trong "Field Mice". Một số sản phẩm của New Order được dùng ở các mùa riêng biệt. Chẳng hạn như bản hit "Crystal" nằm trong album nhạc phim chính thức CSI: The Soundtrack, và "Someone Like You". Ngoài ra, vài bài hát từ ban nhạc Home Video cũng hiện hiện trong chương trình chẳng hạn như "Blimp Mason", "We" và "Melon".

## Diễn viên
- William Petersen trong vai Gil Grissom, giám sát viên CSI trực ca đêm (vai chính: phần 1–9 [cho đến tập 10, "One to Go"] / ngôi sao khách mời: phần 9, 11, 13, "Immortality") 
Grissom là một nhà côn trùng học pháp y rất được kính trọng với bằng tiến sĩ sinh học của Đại học California. Khi làm chứng trước tòa, anh thường được mọi người ưu ái gọi với cái tên "Tiến Sĩ Grissom". Grissom trở thành CSI vào khoảng năm 1985 và rời Phòng Thí Nghiệm Tội Phạm Las Vegas trong năm 2009. Sau một thời gian ngắn làm nhà nghiên cứu, Grissom bắt đầu ủng hộ đời sống biển cả và đoàn tụ với vợ cũ Sara. Bộ phim kết thúc với cảnh cả hai cùng nhau ra khơi từ cảng San Diego.
- Marg Helgenberger trong vai Catherine Willows, trợ lý giám sát viên CSI trực ca đêm (vai chính: mùa 1–12 [cho đến tập 12, "Willows in the Wind"] / ngôi sao khách mời: mùa 14, "Immortality" )
Catherine là một nhà phân tích mẫu máu tham gia nhóm CSI với tư cách là kỹ thuật viên phòng thí nghiệm và thăng tiến lên vị trí trợ lý giám sát, sau này kế nhiệm Grissom. Trải qua khoảng thời gian làm việc trong CSI, Catherine bị giáng chức sau một vụ bê bối cấp bộ, cuối cùng cô rời Las Vegas để gia nhập phòng đặc vụ FBI. Trong phần cuối, Willows được trao quyền giám đốc phòng thí nghiệm tội phạm khi Sidle rời Las Vegas.
- Gary Dourdan trong vai Warrick Brown, CSI cấp III (vai chính: các phần 1–9 [cho đến tập 1, "For Warrick"]
Hành nghề phân tích âm thanh-video pháp y, Warrick là người gốc Las Vegas với chuyên ngành hóa học tại Đại học Nevada. Dù đang cai nghiện cờ bạc nhưng anh vẫn là một tay cừ khôi trong công việc. Sau khi bị buộc tội giết người oan và được tha bổng, Brown phải bỏ mạng trong xe của mình bởi một cảnh sát cấp cao tham nhũng - phó quận trưởng Jeffrey McKeen. Anh qua đời trong vòng tay Grissom.
- George Eads trong vai Nick Stokes, CSI cấp III (vai chính: mùa 1–15)
Stokes tốt nghiệp Texas A&M và gia nhập lực lượng cảnh sát Dallas trước khi chuyển đến Las Vegas. Anh thăng hạng lên CSI cấp III trong tập thí điểm và sau đó trở thành trợ lý giám sát đêm dưới quyền của Catherine Willows. Một thời gian sau khi bị giáng cấp, Stokes chuyển đến San Diego ngay thời điểm được trao quyền giám đốc phòng thí nghiệm tội phạm SDPD.
- Jorja Fox trong vai Sara Sidle, CSI cấp III (vai chính: phần 1 [từ tập 2 "Cool Change"]–phần 8 [cho đến tập 7, "Goodbye & Good Luck"], mùa 11– 15, "Immortality" / vai định kỳ: mùa 9 [thỉnh thoảng], mùa 10 [thường xuyên với tư cách khách mời đặc biệt])
Sara là nhà phân tích vật liệu và nguyên tố học chuyên ngành vật lý tại Đại học Harvard. Cô chuyển đến từ San Francisco theo lệnh của Grissom, hai người sau này kết hôn nhưng mối quan hệ sóng gió sớm tan vỡ và dẫn đến ly dị. Sara được thăng chức làm giám đốc phòng thí nghiệm tội phạm Las Vegas, tuy nhiên cô từ bỏ cơ hội này để đoàn tụ cùng chồng cũ. Catherine sau đó thay thế vị trí cấp cao của Sara.
- Eric Szmanda trong vai Greg Sanders, CSI cấp III (vai chính: phần 3–15, "Immortality" / định kỳ: phần 1–2)
Greg là một chuyên gia DNA đã được đào tạo trong một trường tư thục dành cho học sinh năng khiếu. Tốt nghiệp Phi Beta Kappa từ Đại học Stanford, Sanders gia nhập LVPD sau một thời gian ngắn làm việc cho SFPD. Anh viết sách về lịch sử của Las Vegas, tin vào sức mạnh tâm linh và sẵn sàng hy sinh bản thân vì lẽ phải. Trong suốt bộ phim, Greg trải qua một vài mối tình. Anh bắt đầu nảy sinh tình cảm với đồng nghiệp CSI Morgan Brody sau khi gặp cô trong phần 12.
- Robert David Hall trong vai Dr. Albert "Al" Robbins, giám định y tế trưởng (vai chính: phần 3–15, "Immortality" / vai định kỳ: phần 1–2)
Robbins là trưởng nhân viên điều tra của LVPD. Đã kết hôn và có ba đứa con, ông mất đi đôi chân của mình sau khi bị một người lái xe say rượu đâm phải lúc còn là thiếu niên. Al hiếm khi rời phòng thí nghiệm tội phạm, thay vào đó tiến hành khám nghiệm tử thi và xem xét mẫu vật để phân tích pháp y. Ông có mối quan hệ bền chặt với cả Gil Grissom và Raymond Langston.
- Paul Guilfoyle trong vai Captain LVPD Jim Brass, đội trưởng thám tử điều tra án mạng (vai chính: mùa 1–14, "Immortality")
Ban đầu, Brass là giám sát viên của nhóm CSI cho đến khi mất vị trí này sau vụ Holly Gribbs, một CSI tân binh dưới quyền chỉ huy của ông bị sát hại ngay ngày đầu tiên cô nhận việc. Kể từ khi chuyển qua hành nghề thám tử điều tra án mạng,  ông đóng vai trò là vệ sĩ pháp lý cho nhóm CSI, đồng thời thực hiện hầu hết các công việc bắt giữ và thẩm vấn những kẻ tình nghi. Cuối cùng Brass thôi việc để tập trung vào con gái và nhận làm tại sòng bạc của Catherine với chức vụ người đứng đầu bộ phận an ninh.
- Louise Lombard trong vai Sofia Curtis, phó giám đốc của LVPD (vai chính: mùa 7 / vai định kỳ: mùa 5, 6 / ngôi sao khách mời: mùa 8, 11)
Sofia là một CSI đã trở thành trợ lý giám sát ca trực đêm nhưng bị giáng chức theo lệnh của Conrad Ecklie. Sau đó cô chuyển qua nghề thám tử đồng hành cùng với Brass và nhanh chóng thăng cấp thành phó giám đốc LVPD. Sofia phát triển một tình bạn bền chặt với Grissom, nhưng lại khiến Sara cảm thấy bất bình.
- Wallace Langham trong vai David Hodges, một kỹ thuật viên truy vết (vai chính: phần 8–15, "Immortality" / vai định kỳ: phần 3–7) 
Hodges là một kỹ thuật viên phòng thí nghiệm với bằng cử nhân từ Đại học Williams. Trước đây khi làm việc trong phòng thí nghiệm tội phạm LAPD, cấp trên nhận thấy Hodges hay gặp vấn đề về thái độ. Anh sở hữu khứu giác kỳ lạ và có thể xác định nhiều hợp chất hóa học chính chỉ bằng mùi hương của chúng. Mặc dù bị mô tả là một kẻ cô độc trong suốt series, cuối cùng anh cũng hình thành mối quan hệ thân thiết với Morgan Brody.
- Lauren Lee Smith trong vai Riley Adams, CSI cấp II (vai chính: mùa 9 [từ tập 3, "Art Imitates Life"]) 
Adams là cựu nhân viên của St. Louis và không theo chủ nghĩa khuôn khép. Cô đã tham gia thực thi pháp luật để nổi dậy chống lại cha mẹ mình, họ đều là bác sĩ tâm thần. Ban đầu cô rất hòa nhập với đội nhưng lại thay đổi thái độ sau sự ra đi của Grissom. Không hài lòng với người lãnh đạo mới, cô rời Las Vegas và chỉ trích kỹ năng lãnh đạo của Catherine trong cuộc phỏng vấn thôi việc.
- Laurence Fishburne trong vai Dr. Raymond "Ray" Langston, CSI cấp II (vai chính: phần 9 [từ tập 11, "The Grave Shift"]–phần 11 / ngôi sao khách mời: phần 9) 
Langston tiếp xúc với nhóm CSI trong quá trình điều tra vụ giết người và gia nhập phòng thí nghiệm tội phạm Las Vegas với tư cách là CSI cấp I. Làm việc dưới sự lãnh đạo của Willows, Langston lo lắng về cấu tạo di truyền và khuynh hướng phạm tội tự nhiên của mình. Ông giết chết Nate Haskell trong một cuộc chiến tàn khốc để giải cứu vợ cũ đã bị kẻ giết người hàng loạt này bắt cóc, tra tấn và cưỡng hiếp. Đại úy Brass là cảnh sát đầu tiên có mặt tại hiện trường vụ án. Sau khi nhìn thấy tình trạng người vợ, ông đảm bảo rằng cái chết của Haskell sẽ được xem là một vụ giết người chính đáng để tự vệ. Langston từ chức để chăm sóc cho vợ cũ bị tổn thương.
- Liz Vassey trong vai Wendy Simms, một kỹ thuật viên DNA (vai chính: phần 10 / vai định kỳ: phần 6–9 / ngôi sao khách mời: phần 11) 
Simms làm việc ở San Francisco trước khi chuyển đến Las Vegas để đảm nhận vị trí công nghệ DNA mà Sanders bỏ trống. Cô có một mối quan hệ ngắn với Hodges, thường nghĩ mình "quá tuyệt" đối với phòng thí nghiệm và bày tỏ mong muốn được làm việc trong lĩnh vực này. Sau đó, Simms trở thành điều tra viên hiện trường vụ án ở Portland để gần gũi hơn với em gái mình.
- David Berman trong vai David Phillips, trợ lý giám định y khoa (vai chính: phần 10–15, "Immortality" / vai định kỳ: phần 1–9) 
David - thường được biết đến với cái tên "Super Dave", là trợ lý điều tra viên của trưởng pháp y Al Robbins. Anh nhận được biệt danh tự phong của mình sau khi cứu sống một nạn nhân trong quá trình khám nghiệm tử thi. Ở giai đoạn đầu bộ phim, đồng nghiệp hay trêu chọc về việc anh thiếu kinh nghiệm xã hội. Sau đó, David kết hôn và có một đứa con. Anh là bạn rất thân với người cố vấn của mình (Robbins).
- Ted Danson trong vai D.B. Russell, giám sát viên CSI của ca trực đêm và giám đốc của phòng thí nghiệm tội phạm Las Vegas (vai chính: phần 12–15, "Immortality") 
Russell là một nhà thực vật học lành nghề và điều tra viên kỳ cựu tại hiện trường vụ án. Trước đây từng là giám đốc phòng thí nghiệm tội phạm ở Washington, Russell được thuê để "dọn dẹp nhà cửa" sau vụ bê bối Langston. Russell sau đó trở thành giám đốc phòng thí nghiệm tội phạm Las Vegas, ông ngồi ở vị trí này cho đến khi rời đi sau các sự kiện của tập cuối "Immortality". Russell đã kết hôn và có bốn người con cùng một cô cháu gái. Cathrine Willows trở lại và kế nhiệm vị trí của ông.
- Elisabeth Harnois trong vai Morgan Brody, CSI cấp III (vai chính: mùa 12–15, "Immortality"; ngôi sao khách mời: mùa 11) 
Brody là cựu thành viên LAPD SID và gia nhập đơn vị PD CSI của Las Vegas sau vụ bê bối Nate Haskell. Do bị cảnh sát trưởng Conrad Ecklie ghẻ lạnh, Brody và cha có một mối quan hệ đầy sóng gió. Cô là một điều tra viên lành nghề, thường hợp tác với Sanders và xem Hodges là "bạn thân nhất" của mình.
- Elisabeth Shue trong vai Julie Finlay, trợ lý giám sát CSI ca trực đêm (vai chính: phần 12 [từ tập 14, "Seeing Red"–phần 15]) 
Finlay - được biết đến với cái tên "Finn" hoặc "Jules", là một chuyên gia phân tích vết máu từng làm việc cho Russell ở Seattle. Russell đề nghị cô rời Seattle để gia nhập đội CSI ở Las Vegas. Finlay được thuê sau sự ra đi của Willows và đóng vai trò như tấm lá chắn cho phong cách quản lý thoải mái của D.B. Một kẻ giết người ở cảng Gig đã tấn công và bỏ cô lại trong cốp ô tô. Sau một thời gian ngắn hôn mê, Finlay tử vong vì vết thương của mình. Russell nói rằng cô sẽ vẫn còn sống mãi trong lòng ông.
- Jon Wellner trong vai Henry Andrews, kỹ thuật viên xét nghiệm DNA và chất độc học (vai chính: phần 13–15, "Immortality" / vai định kỳ: phần 5–12) 
Henry là chuyên gia về độc của phòng thí nghiệm pháp y Las Vegas chủ yếu giải quyết việc xác định các chất độc hại đã được con người tiêu thụ. Sau đó, anh chuyển sang làm chuyên gia DNA thay thế Simms. Andrews rất gắn bó với tất cả con chuột trong phòng thí nghiệm nhưng lại có mối quan hệ thất thường với Hodges. Tuy nhiên, cả hai đã cải thiện cách đối xử với nhau trong những mùa cuối.

## Tập phim

### Tổng quan
| Mùa | Mùa | Số tập | Số tập | Phát sóng gốc       | Phát sóng gốc       | Xếp hạng | Người xem (triệu) |
| Mùa | Mùa | Số tập | Số tập | Phát sóng lần đầu   | Phát sóng lần cuối  | Xếp hạng | Người xem (triệu) |
| --- | --- | ------ | ------ | ------------------- | ------------------- | -------- | ----------------- |
|     | 1   | 23     | 23     | 6 tháng 10 năm 2000 | 17 tháng 5 năm 2001 | 10       | 20.8              |
|     | 2   | 23     | 23     | 27 tháng 9 năm 2001 | 16 tháng 5 năm 2002 | 2        | 23.7              |
|     | 3   | 23     | 23     | 26 tháng 9 năm 2002 | 15 tháng 5 năm 2003 | 1        | 26.12             |
|     | 4   | 23     | 23     | 25 tháng 9 năm 2003 | 20 tháng 5 năm 2004 | 2        | 25.27             |
|     | 5   | 25     | 25     | 23 tháng 9 năm 2004 | 19 tháng 5 năm 2005 | 2        | 26.26             |
|     | 6   | 24     | 24     | 22 tháng 9 năm 2005 | 18 tháng 5 năm 2006 | 3        | 24.86             |
|     | 7   | 24     | 24     | 21 tháng 9 năm 2006 | 17 tháng 5 năm 2007 | 4        | 20.34             |
|     | 8   | 17     | 17     | 27 tháng 9 năm 2007 | 15 tháng 5 năm 2008 | 9        | 16.62             |
|     | 9   | 24     | 24     | 9 tháng 10 năm 2008 | 14 tháng 5 năm 2009 | 4        | 18.52             |
|     | 10  | 23     | 23     | 24 tháng 9 năm 2009 | 20 tháng 5 năm 2010 | 12       | 14.92             |
|     | 11  | 22     | 22     | 23 tháng 9 năm 2010 | 12 tháng 5 năm 2011 | 12       | 13.52             |
|     | 12  | 22     | 22     | 21 tháng 9 năm 2011 | 9 tháng 5 năm 2012  | 21       | 12.49             |
|     | 13  | 22     | 22     | 26 tháng 9 năm 2012 | 15 tháng 5 năm 2013 | 23       | 11.63             |
|     | 14  | 22     | 22     | 25 tháng 9 năm 2013 | 7 tháng 5 năm 2014  | 18       | 11.86             |
|     | 15  | 18     | 18     | 28 tháng 9 năm 2014 | 15 tháng 2 năm 2015 | 34       | 11.19             |
|     | Kết | 2      | 2      | 27 tháng 9 năm 2015 | 27 tháng 9 năm 2015 | —        | —                 |

### 
| Mùa | Mùa | Số tập | Số tập | Số tập | Số tập | Số tập | Số tập | Số tập | Số tập | Số tập | Số tập | Số tập | Số tập | Số tập | Số tập | Số tập | Số tập | Số tập | Số tập | Số tập | Số tập | Số tập | Số tập | Số tập | Số tập | Số tập |
| Mùa | Mùa | 1      | 2      | 3      | 4      | 5      | 6      | 7      | 8      | 9      | 10     | 11     | 12     | 13     | 14     | 15     | 16     | 17     | 18     | 19     | 20     | 21     | 22     | 23     | 24     | 25     |
| --- | --- | ------ | ------ | ------ | ------ | ------ | ------ | ------ | ------ | ------ | ------ | ------ | ------ | ------ | ------ | ------ | ------ | ------ | ------ | ------ | ------ | ------ | ------ | ------ | ------ | ------ |
|     | 1   | 17.30  | 15.80  | 14.20  | 14.90  | 15.16  | 15.00  | 15.74  | 13.20  | 15.65  | 14.88  | 17.49  | 21.26  | 21.45  | 21.95  | 20.88  | 23.72  | 23.00  | 21.57  | 23.24  | 23.50  | 22.33  | 18.90  | 18.98  | N/A    | N/A    |
|     | 2   | 22.30  | 19.70  | 22.70  | 23.00  | 24.70  | 23.20  | 25.10  | 25.10  | 22.80  | 24.00  | 17.50  | 23.70  | 24.10  | 23.50  | 24.64  | 28.74  | 26.73  | 25.24  | 26.78  | 23.50  | 26.17  | 27.12  | 27.00  | N/A    | N/A    |
|     | 3   | 30.47  | 28.46  | 29.90  | 30.81  | 28.95  | 27.86  | 29.94  | 25.97  | 29.74  | 25.89  | 25.48  | 27.87  | 27.48  | 25.60  | 27.21  | 27.95  | 28.60  | 26.37  | 26.45  | 25.22  | 22.66  | 25.10  | 23.87  | N/A    | N/A    |
|     | 4   | 26.91  | 26.66  | 26.53  | 27.57  | 27.35  | 29.64  | 29.27  | 26.64  | 26.80  | 24.69  | 27.48  | 28.74  | 29.27  | 30.71  | 30.87  | 28.01  | 27.40  | 26.47  | 23.79  | 26.37  | 20.39  | 22.52  | 25.40  | N/A    | N/A    |
|     | 5   | 30.57  | 28.43  | 28.89  | 26.54  | 29.60  | 30.58  | 29.64  | 31.46  | 24.38  | 29.83  | 28.86  | 27.55  | 24.95  | 27.85  | 30.72  | 28.11  | 29.40  | 28.22  | 27.54  | 27.02  | 23.68  | 26.65  | 26.46  | 30.73  | 30.73  |
|     | 6   | 29.02  | 28.00  | 28.85  | 28.34  | 28.48  | 28.73  | 29.55  | 28.98  | 25.72  | 30.95  | 27.23  | 27.13  | 25.86  | 28.36  | 27.42  | 27.81  | 27.16  | 25.23  | 23.33  | 24.42  | 27.36  | 26.05  | 27.04  | 25.40  | N/A    |
|     | 7   | 22.57  | 23.77  | 21.51  | 21.85  | 20.49  | 20.77  | 20.83  | 24.11  | 17.17  | 23.25  | 26.12  | 21.41  | 21.17  | 21.49  | 22.52  | 22.71  | 21.78  | 22.71  | 21.69  | 22.18  | 20.20  | 19.02  | 18.75  | 20.45  | N/A    |
|     | 8   | 25.22  | 20.97  | 19.79  | 21.22  | 21.22  | 21.94  | 21.37  | 14.75  | 18.80  | 19.87  | 18.18  | 20.58  | 20.09  | 17.02  | 18.01  | 18.07  | 18.06  | N/A    | N/A    | N/A    | N/A    | N/A    | N/A    | N/A    | N/A    |
|     | 9   | 23.49  | 19.28  | 19.49  | 19.10  | 18.18  | 19.05  | 18.45  | 17.48  | 20.86  | 24.25  | 17.57  | 20.15  | 17.94  | 16.92  | 17.72  | 20.88  | 17.13  | 14.63  | 16.63  | 15.72  | 14.64  | 15.54  | 14.91  | 14.81  | N/A    |
|     | 10  | 16.04  | 15.94  | 14.90  | 15.37  | 15.24  | 15.60  | 17.38  | 14.91  | 16.43  | 15.58  | 15.33  | 14.29  | 14.49  | 15.59  | 15.25  | 13.35  | 14.97  | 13.19  | 13.35  | 13.63  | 14.15  | 13.42  | 14.35  | N/A    | N/A    |
|     | 11  | 14.69  | 13.41  | 12.50  | 14.45  | 14.96  | 14.27  | 13.96  | 12.99  | 14.15  | 13.17  | 14.22  | 14.34  | 13.98  | 12.64  | 13.29  | 12.41  | 13.39  | 12.76  | 13.06  | 10.84  | 10.67  | 11.77  | N/A    | N/A    | N/A    |
|     | 12  | 12.74  | 11.76  | 11.98  | 10.93  | 10.79  | 10.79  | 10.16  | 10.60  | 11.14  | 12.23  | 12.02  | 14.26  | 10.88  | 11.09  | 11.91  | 11.30  | 11.71  | 11.38  | 12.06  | 9.94   | 9.75   | 10.73  | N/A    | N/A    | N/A    |
|     | 13  | 10.76  | 10.70  | 10.63  | 9.95   | 10.91  | 10.33  | 11.01  | 10.77  | 12.11  | 9.59   | 11.14  | 11.46  | 10.97  | 8.54   | 10.65  | 9.44   | 10.53  | 9.89   | 11.11  | 9.49   | 9.82   | 9.53   | N/A    | N/A    | N/A    |
|     | 14  | 9.12   | 9.66   | 8.82   | 9.45   | 10.45  | 9.50   | 9.08   | 10.47  | 11.19  | 10.94  | 10.18  | 10.30  | 9.47   | 11.16  | 9.77   | 9.29   | 10.15  | 10.20  | 9.77   | 9.11   | 9.95   | 10.01  | N/A    | N/A    | N/A    |
|     | 15  | 9.36   | 8.04   | 8.77   | 8.85   | 8.67   | 8.45   | 7.88   | 8.30   | 7.89   | 7.18   | 7.34   | 7.84   | 8.62   | 8.25   | 8.30   | 10.38  | 7.12   | 7.12   | N/A    | N/A    | N/A    | N/A    | N/A    | N/A    | N/A    |
|     | Kết | 12.22  | 12.22  | N/A    | N/A    | N/A    | N/A    | N/A    | N/A    | N/A    | N/A    | N/A    | N/A    | N/A    | N/A    | N/A    | N/A    | N/A    | N/A    | N/A    | N/A    | N/A    | N/A    | N/A    | N/A    | N/A    |

## Đón nhận

### Chuyên môn
Trong suốt 15 năm sản xuất, CSI đã thu hút được lượng khán giả trên thế giới ước tính hơn 73.8 triệu người xem trong năm 2009. Vào mùa thu của năm 2008, chương trình yêu cầu các nhà tiếp thị trên mạng vô tuyến phải trả khoản chi phí trung bình là 262.600 đô la cho một quảng cáo dài 30 giây. Series dần đạt đến các cột mốc quan trọng trong từng giai đoạn bao gồm tập thứ 100 ("Ch-Ch-Changes"), 200 ("Mascara") và 300 ("Frame by Frame"). Sự thành công của CSI đã dẫn đến việc xuất hiện thêm ba series phụ, hàng loạt cuốn sách, trò chơi điện tử và một cuộc triển lãm tại Bảo tàng Khoa học và Công nghiệp Chicago. Vào thời điểm bị hủy bỏ, CSI là bộ phim truyền hình có kịch bản dài thứ bảy chiếu trong khung giờ vàng của Hoa Kỳ nói chung. Liên Hoan Truyền Hình Monte-Carlo công nhận đây là loạt phim nổi tiếng nhất trên toàn thế giới và đã bảy lần trao Giải Khán Giả Truyền Hình Quốc Tế (Phim Truyền Hình Chính Kịch Xuất Sắc Nhất). CSI trở thành tác phẩm được xem nhiều thứ hai trên truyền hình Mỹ vào năm 2002 và cuối cùng vươn lên vị trí đầu bảng trong mùa thứ ba. Bên cạnh đó, CSI cũng được vinh danh là loạt phim được xem nhiều nhất trên thế giới lần thứ sáu vào năm 2016, chính thức trở thành series sở hữu lượng người theo dõi dẫn đầu trong nhiều năm hơn bất kỳ chương trình nào khác.
Về mặt chuyên môn, tác phẩm nhận được nhiều lời khen từ các nhà phê bình dẫu cho phần mở đầu vẫn còn vài ý kiến trái chiều. The Hollywood Reporter lưu ý về tập phim thí điểm: "...William Petersen lôi cuốn và Marg Helgenberger tinh tế, tạo dựng độ uy tín cho những chân dung có thể không rõ ràng đối với những người kém cỏi hơn. Ngoài ra còn có một khía cạnh hấp dẫn, rung động ngay từ đầu của CSI đã thu hút sự chú ý ngay lập tức, một phần nhờ vào công việc năng động của đạo diễn Danny Cannon." Entertainment Weekly lần lượt chấm điểm "B+" và "A-" cho hai phần mở đầu, tạp chí kỹ thuật số này lưu ý: "Lý do thành công của CSI là nó kết hợp vài yếu tố truyền hình đã được thử nghiệm theo thời gian bằng một cách mới mẻ. Mỗi tập trình bày một vụ án giết người và một nhóm anh hùng đáng yêu được trang bị những thiết bị công nghệ cao tuyệt vời, các cá nhân này thực hiện công việc điều tra và hoàn thành mọi thứ chỉ trong một giờ." CSI: Crime Scene Investigation đã đoạt được sáu Giải Emmy Giờ Vàng danh giá, bốn Giải Sự Lựa Chọn Của Công Chúng, sáu đề cử Giải Quả Cầu Vàng cùng hàng loạt những thành tựu nổi bật khác.
Theo nhà phê bình truyền thông TV Liv Hausken, các chương trình nổi tiếng về tội phạm như CSI đã bình thường hóa hoạt động giám sát hơn nhiều so với thực tế, cô cho biết: "Việc không có bất kỳ khoảng cách giới hạn nào đối với công nghệ trên CSI liên quan đến sự thiếu phản ánh về bảo mật thông tin (nghĩa là nguy cơ mất dữ liệu nhạy cảm liên tục) cùng khả năng sử dụng và lạm dụng thông tin. Điều này có thể trái ngược với một loạt các tội ác có thể phụ thuộc nhiều vào công nghệ giám sát thế nhưng vẫn cho phép tư biện (chỉ suy luận đơn thuần, không dựa vào kinh nghiệm hay thực tiễn) như một phần diễn biến của cốt truyện (cho thấy việc giải thích sai dữ liệu hoặc sử dụng sai kỹ thuật giám sát)... Sự tin tưởng vào các công nghệ trên CSI rất quan trọng để hiểu được tình trạng giám sát trong vũ trụ hư cấu này. Nó cũng là chỉ số thể hiện sức mạnh của chương trình, nhân tố thứ ba cần xem xét trong cuộc thảo luận về cách CSI cho phép sự bình thường hóa giám sát nhất định đối với cuộc sống hàng ngày... Bộ phim bỏ qua thực tế rằng mọi người đều là sinh vật có văn hóa, mỗi người nhìn nhận một thứ như điều gì đó, rằng họ hiểu mọi thứ từ những quan điểm cụ thể trong cuộc sống hàng ngày cũng như trong khoa học."

### Dư luận
CSI vướng phải loạt chỉ trích vì chứa đựng những thước phim bạo lực và nội dung gợi dục. Series CSI và các chương trình phụ của nó bị cáo buộc đã vượt qua phạm trù ranh giới có thể chấp nhận được đối với truyền hình mạng chiếu vào khung giờ vàng. Tác phẩm có khá nhiều tập phim đề cập đến chủ nghĩa tôn sùng tình dục và các hình thức khoái cảm tình dục khác (đặc biệt là nhân vật Lady Heather, một kẻ nghiện cảm giác thống lĩnh chuyên nghiệp). CSI được Hội đồng Truyền hình Phụ huynh (PTC) "ưu ái" xếp vào danh sách các show truyền hình khung giờ vàng tệ nhất xuyên suốt năm mùa phim (2-6), sau đó leo thẳng lên dẫu đầu bảng trong hai phần 2002–2003 và 2005–2006. PTC cũng nhắm mục tiêu đến một số tập phim nhất định để đưa lên bản tin "Chương Trình Truyền Hình Tệ Nhất Tuần". Ngoài ra, khi "King Baby" lên sóng vào tháng 2 năm 2005, hội đồng chính thức tuyên bố đây là tập phim phản cảm nhất tại thời điểm đó, chính sự việc này đã châm ngòi cho chiến dịch gửi đơn khiếu nại lên Ủy ban Truyền thông Liên bang, cho đến nay, gần 13.000 thành viên PTC đã phản ánh với FCC về vụ bức xúc này. PTC cũng yêu cầu Clorox rút quảng cáo của họ ra khỏi CSI và CSI: Miami vì lý do tương tự.
Một chiến dịch cấp cơ sở bắt đầu vào tháng 8 năm 2007 do diễn đàn trực tuyến Your Tax Dollars At Work tổ chức ngay khi có tin đồn về việc nữ diễn viên Jorja Fox rời khỏi chương trình. Nhiều cá nhân trong số 19.000 thành viên đã quyên góp nhằm bày tỏ sự phản đối, thu về hơn 8.000 đô la để làm quà tặng và các pha nguy hiểm nhắm vào giám đốc điều hành CBS cũng như các nhà sản xuất và nhà văn của CSI. Các trò chơi khăm rủi ro bao gồm việc giao bánh cưới cho biên kịch Carol Mendelsohn, 192 con côn trùng phủ sô cô la với thông điệp "CSI Without Sara Bugs Us" cho đạo diễn Naren Shankar cùng một chiếc máy bay lượn vòng quanh nhiều lần qua Universal Studios ở Los Angeles với biểu ngữ "Đi theo bằng chứng để giữ lại Jorja Fox trên CSI". Ngoài ra các cuộc biểu tình khác còn thể hiện ở việc gửi tờ một đô la cho các nhà sản xuất của loạt phim qua đường bưu điện, hành động này là để "tiết kiệm" cho hợp đồng của Fox một cách mỉa mai qua lời kêu gọi "one dollar at a time". Đến ngày 16 tháng 10 năm 2007, theo thống kê của trang web, hơn 20.000 lá thư kèm theo tiền hoặc tờ rơi đã được gửi đến Universal Studios và trụ sở CBS ở New York từ 49 quốc gia trên thế giới kể từ khi chiến dịch bắt đầu vào ngày 29 tháng 9 năm 2007. Fox và Mendelsohn đã chọn quyên góp số tiền này cho Court Appointed Special Advocate, một hiệp hội quốc gia hỗ trợ và thúc đẩy những người bào chữa do tòa chỉ định cho trẻ em bị ngược đãi hoặc bỏ rơi.
Vào ngày 27 tháng 9 năm 2007, sau khi phần tám của CSI được công chiếu, một mô hình thu nhỏ về văn phòng của nhân vật Gil Grissom được đưa lên eBay. Cuộc đấu giá kết thúc trong ngày 7 tháng 10 đã thu về 15.600 đô la, CBS quyết định tặng số tiền này cho Hiệp hội Luật sư Đặc biệt do Tòa án Quốc gia chỉ định.

### Cơ quan chức năng
Các điều tra viên hiện trường vụ án ngoài đời thực và nhà khoa học pháp y đã cảnh báo rằng những chương trình truyền hình nổi tiếng như CSI không đưa ra một bức tranh chân thực về toàn cảnh, xuyên tạc bản chất sự việc, phóng đại sự dễ dàng, tốc độ, hiệu quả, kịch tính, hào nhoáng, tầm ảnh hưởng, phạm vi cùng mức độ thoải mái trong công việc của họ. Thực tế đây lại là những việc làm rất trần tục, tẻ nhạt, hạn chế và nhàm chán hơn nhiều, đã thế công cuộc phá án cũng thường hay gặp phải thất bại.
Một lời chỉ trích khác đối với bộ phim là việc mô tả thủ tục của cảnh sát bị cho là thiếu tính thực tế. Chẳng hạn, các nhân vật của chương trình không chỉ điều tra ("xử lý") hiện trường vụ án, mà họ còn tiến hành các cuộc đột kích, tham gia truy đuổi, bắt giữ, thẩm vấn nghi phạm và giải quyết hàng loạt vụ án, tất cả vấn đề này đều thuộc về trách nhiệm của các sĩ quan và điều tra viên mặc đồng phục, không phải CSI. Mặc dù "một số" nhân vật này cũng thuộc bộ phận của CSI, nhưng đây là chuyện cực kỳ hiếm xảy ra trong đời thực. Việc cho phép nhân viên CSI tham gia vào công việc thám tử được xem là một hành vi không phù hợp và không thể xảy ra, vì nó sẽ làm tổn hại đến tính khách quan của bằng chứng khoa học và sẽ tốn thời gian một cách phi thực tế. Ngoài ra, việc CSI xử lý hiện trường vụ án tham gia vào công tác kiểm tra và thử nghiệm bất kỳ bằng chứng nào thu thập được cũng là điều bất hợp lý. Chi tiết này tiếp tục được CSI đưa lên màn ảnh trong bộ phim truyền hình tương tự của Anh - Silent Witness.
Tuy nhiên, không phải tất cả các cơ quan thực thi pháp luật đều lên tiếng phê phán, nhiều điều tra viên CSI đã phản ứng tích cực với sự ảnh hưởng toàn cầu của chương trình và tận hưởng danh tiếng mới từ nó. Tại Vương quốc Anh, các cảnh sát tội phạm hiện nay thường tự gọi mình là CSI. Một số khu vực, chẳng hạn như cảnh sát ở Norfolk thậm chí còn đi xa đến mức đổi tên đơn vị hiện trường vụ án của họ thành "CSI". Các chương trình tuyển dụng và đào tạo của CSI cũng đã chứng kiến sự gia tăng số lượng ứng viên nhờ vào loạt phim đình đám, thu hút sự chú ý của nhiều người đến thứ trước đây từng được xem là tù túng khoa học.

### LGBT
Trước khi pháp luật chính thức công nhận hôn nhân bình đẳng không phân biệt giới tính, những năm đầu của thế kỷ 21, cộng đồng thiểu số đã chỉ trích bộ phim vì đưa ra lăng kính méo mó về các nhân vật LGBT trên màn ảnh. Cụ thể CSI bị cáo buộc đã "tiếp tay cho truyền thống lâu đời của Hollywood trong việc miêu tả LGBT chỉ là những tên tội phạm nguy hiểm và cuồng sát... Họ thường được khai thác để tạo ra giá trị giật gân (hoặc hài hước thô thiển) trong nền giải trí đại chúng". Tuy nhiên tập phim mùa thứ năm mang tên "Ch-Ch-Changes" lại được những người chuyển giới nói riêng đón nhận tích cực. Ngoài ra phần này cũng có một số ít nhân vật đồng tính công khai không phải là nạn nhân hay tội phạm, họ chỉ là hàng xóm sống trong khu vực xảy ra án mạng.

### Hiệu ứngCSI
"Hiệu ứng CSI" là hiện tượng được cho là bộ phim CSI đã vô tình nâng cao kỳ vọng trong thế giới thực của nạn nhân tội phạm và các thành viên bồi thẩm đoàn về khoa học pháp y, đặc biệt là điều tra hiện trường vụ án và xét nghiệm DNA. Vấn đề này đã thay đổi cách trình bày ở nhiều phiên tòa ngày nay, trong đó công tố viên bị áp lực phải cung cấp thêm bằng chứng pháp y trước tòa. Về phía nạn nhân và gia đình, họ mong đợi có được câu trả lời tức thì từ những kỹ thuật được giới thiệu trên phim như phân tích DNA và lấy dấu vân tay, trong khi quá trình xử lý pháp y thực tế phải mất đến vài ngày hoặc vài tuần, và chẳng có gì đảm bảo sẽ tìm được bằng chứng cho vụ án của bên công tố. Nhiều luật sư quận tuyên bố rằng tỷ lệ kết án đã giảm trong những trường hợp có ít bằng chứng vật lý, phần lớn là do ảnh hưởng của CSI đối với thành viên trong bồi thẩm đoàn. Một số cảnh sát và luật sư đã chỉ trích chương trình vì đã cho công chúng nhận thức không chính xác về cách nhân viên thi hành công vụ giải quyết tội phạm.
Vào năm 2006, bằng chứng đưa ra để củng cố niềm tin vào hiệu ứng được cho là chủ yếu đến từ các giai thoại của nhân viên thực thi pháp luật và công tố viên, tuy nhiên trên thực tế có rất ít kiểm tra thực nghiệm về hiện tượng này. Một nghiên cứu được xuất bản sau đó cho biết CSI Effect có thể chỉ là một huyền thoại đô thị. Tuy nhiên, vài nghiên cứu khác lại chứng minh quan điểm chính những chương trình truyền hình hiện đại này sẽ ảnh hưởng đến nhận thức người xem cũng như hành vi của bồi thẩm đoàn. Bên cạnh đó, một nhà nghiên cứu còn đề nghị cần phải sàng lọc các bồi thẩm viên về mức độ ảnh hưởng của các bộ phim lên bản thân họ.

### Thành tựu
| Giải thưởng                                     | Năm  | Hạng mục                                                                                              | Người nhận | Kết quả   | Ref.                    |
| ----------------------------------------------- | ---- | --- | --- | --------- | ----------------------- |
| Giải Hiệp Hội Các Nhà Quay Phim Hoa Kỳ          | 2002 | Quay Phim Xuất Sắc Nhất Trong Series Thông Thường                                                     | Michael Barrett (cho tập "Alter Boys") | Đề cử     | [ 94 ]                  |
| Giải Hiệp Hội Các Nhà Quay Phim Hoa Kỳ          | 2003 | Quay Phim Xuất Sắc Nhất Trong Series Thông Thường                                                     | Michael Barrett (cho tập "Snuff") | Đề cử     | [ 94 ]                  |
| Giải Hiệp Hội Các Nhà Quay Phim Hoa Kỳ          | 2003 | Quay Phim Xuất Sắc Nhất Trong Series Thông Thường                                                     | Frank Byers (cho tập "Fight Night") | Đề cử     | [ 94 ]                  |
| Giải Hiệp Hội Các Nhà Quay Phim Hoa Kỳ          | 2005 | Quay Phim Xuất Sắc Nhất Trong Series Thông Thường                                                     | Nathan Hope (cho tập "Down the Drain") | Đoạt giải | [ 94 ]                  |
| Giải Hiệp Hội Các Nhà Quay Phim Hoa Kỳ          | 2006 | Quay Phim Xuất Sắc Nhất Trong Series Thông Thường                                                     | Nathan Hope (cho tập "Who Shot Sherlock?") | Đoạt giải | [ 94 ]                  |
| Giải Hiệp Hội Các Nhà Quay Phim Hoa Kỳ          | 2007 | Quay Phim Xuất Sắc Nhất Trong Series Thông Thường                                                     | Nathan Hope (cho tập "Killer") | Đề cử     | [ 94 ]                  |
| Giải Hiệp Hội Các Nhà Quay Phim Hoa Kỳ          | 2008 | Quay Phim Xuất Sắc Nhất Trong Series Thông Thường                                                     | James L. Carter, ASC (cho tập "Ending Happy") | Đề cử     | [ 94 ]                  |
| Giải Hiệp Hội Các Nhà Quay Phim Hoa Kỳ          | 2009 | Quay Phim Xuất Sắc Nhất Trong Series Thông Thường                                                     | Nelson Cragg (cho tập "For Gedda") | Đoạt giải | [ 94 ]                  |
| Giải Hiệp Hội Các Nhà Quay Phim Hoa Kỳ          | 2010 | Quay Phim Xuất Sắc Nhất Trong Series Thông Thường                                                     | Christian Sebaldt, ASC (cho tập "Family Affair") | Đề cử     | [ 94 ]                  |
| Giải Artios                                     | 2001 | Tuyển Vai Thí Điểm Ấn Tượng                                                                           | April Webster | Đoạt giải | [ 95 ]                  |
| Giải Hiệp Hội Giám Đốc Nghệ Thuật               | 2004 | Truyền Hình, Loạt Phim Máy Quay Đơn                                                                   | Richard Berg | Đề cử     | [ 96 ]                  |
| Giải ASCAP                                      | 2006 | Loạt Phim Truyền Hình Hàng Đầu                                                                        | John Keane | Đoạt giải | [ 97 ]                  |
| Giải ASCAP                                      | 2009 | Loạt Phim Truyền Hình Hàng Đầu                                                                        | John Keane | Đoạt giải | [ 98 ]                  |
| Giải ASCAP                                      | 2013 | Loạt Phim Truyền Hình Hàng Đầu                                                                        | John Keane | Đoạt giải | [ 99 ] [ 100 ]          |
| Giải Điện Ảnh & Truyền Hình BMI                 | 2001 | Giải Âm Nhạc Truyền Hình BMI                                                                          | Pete Townshend | Đoạt giải | [ 101 ]                 |
| Giải Điện Ảnh & Truyền Hình BMI                 | 2002 | Giải Âm Nhạc Truyền Hình BMI                                                                          | John M. Keane & Pete Townshend | Đoạt giải | [ 102 ]                 |
| Giải Điện Ảnh & Truyền Hình BMI                 | 2003 | Giải Âm Nhạc Truyền Hình BMI                                                                          | John M. Keane & Pete Townshend | Đoạt giải | [ 103 ]                 |
| Giải Điện Ảnh & Truyền Hình BMI                 | 2004 | Giải Âm Nhạc Truyền Hình BMI                                                                          | John M. Keane & Pete Townshend | Đoạt giải | [ 104 ]                 |
| Giải Điện Ảnh & Truyền Hình BMI                 | 2005 | Giải Âm Nhạc Truyền Hình BMI                                                                          | John M. Keane & Pete Townshend | Đoạt giải | [ 105 ] [ 106 ]         |
| Giải Điện Ảnh & Truyền Hình BMI                 | 2006 | Giải Âm Nhạc Truyền Hình BMI                                                                          | Pete Townshend | Đoạt giải | [ 107 ] [ 108 ]         |
| Giải Điện Ảnh & Truyền Hình BMI                 | 2007 | Giải Âm Nhạc Truyền Hình BMI                                                                          | Pete Townshend | Đoạt giải | [ 109 ]                 |
| Giải Điện Ảnh & Truyền Hình BMI                 | 2008 | Giải Âm Nhạc Truyền Hình BMI                                                                          | Pete Townshend | Đoạt giải | [ 110 ] [ 111 ]         |
| Giải Điện Ảnh & Truyền Hình BMI                 | 2009 | Giải Âm Nhạc Truyền Hình BMI                                                                          | Pete Townshend | Đoạt giải | [ 112 ] [ 113 ]         |
| Giải Điện Ảnh & Truyền Hình BMI                 | 2010 | Giải Âm Nhạc Truyền Hình BMI                                                                          | Pete Townshend | Đoạt giải | [ 114 ] [ 115 ]         |
| Giải Điện Ảnh & Truyền Hình BMI                 | 2011 | Giải Âm Nhạc Truyền Hình BMI                                                                          | Pete Townshend | Đoạt giải | [ 116 ] [ 117 ]         |
| Giải Điện Ảnh & Truyền Hình BMI                 | 2012 | Giải Âm Nhạc Truyền Hình BMI                                                                          | Pete Townshend | Đoạt giải | [ 118 ] [ 119 ]         |
| Giải Điện Ảnh & Truyền Hình BMI                 | 2013 | Giải Âm Nhạc Truyền Hình BMI                                                                          | Pete Townshend | Đoạt giải | [ 120 ]                 |
| Giải Điện Ảnh & Truyền Hình BMI                 | 2014 | Giải Âm Nhạc Truyền Hình BMI                                                                          | Pete Townshend | Đoạt giải | [ 121 ] [ 122 ]         |
| Giải Điện Ảnh & Truyền Hình BMI                 | 2015 | Giải Âm Nhạc Truyền Hình BMI                                                                          | Pete Townshend | Đoạt giải | [ 123 ]                 |
| Giải Địa Điểm California                        | 2003 | Đội Địa Điểm Của Năm - Truyền Hình Từng Đoạn                                                          | CBS Productions | Đoạt giải | [ 124 ]                 |
| Giải Địa Điểm California                        | 2008 | Giám Đốc Địa Điểm Của Năm - Truyền Hình Từng Đoạn                                                     | Paul Wilson | Đoạt giải | [ 125 ]                 |
| Giải Xã Hội Âm Thanh Điện Ảnh                   | 2001 | Thành Tựu Nổi Bật Về Hòa Âm Cho Phim Truyền Hình                                                      | Michael Fowler, Larry Benjamin, Ross Davis, Grover B. Helsley (cho tập "Crate 'n Burial") | Đề cử     | [ 126 ]                 |
| Giải Xã Hội Âm Thanh Điện Ảnh                   | 2002 | Thành Tựu Nổi Bật Về Hòa Âm Cho Phim Truyền Hình                                                      | Michael Fowler, Yuri Reese, William Smith (cho tập "Caged") | Đề cử     | [ 126 ]                 |
| Giải Xã Hội Âm Thanh Điện Ảnh                   | 2003 | Thành Tựu Nổi Bật Về Hòa Âm Cho Phim Truyền Hình                                                      | Michael Fowler, Yuri Reese, William Smith (cho tập "Fight Night") | Đề cử     | [ 126 ] [ 127 ]         |
| Giải Xã Hội Âm Thanh Điện Ảnh                   | 2004 | Thành Tựu Nổi Bật Về Hòa Âm Cho Phim Truyền Hình                                                      | Michael Fowler, Yuri Reese, William Smith (cho tập "Grissom Versus the Volcano") | Đề cử     | [ 128 ]                 |
| Giải Xã Hội Âm Thanh Điện Ảnh                   | 2006 | Thành Tựu Nổi Bật Về Hòa Âm Cho Phim Truyền Hình                                                      | Michael Fowler, Yuri Reese, William Smith (cho tập "Grave Danger: Part 2") | Đề cử     | [ 129 ]                 |
| Giải Xã Hội Âm Thanh Điện Ảnh                   | 2008 | Thành Tựu Nổi Bật Về Hòa Âm Cho Phim Truyền Hình                                                      | Michael Fowler, Yuri Reese, William Smith (cho tập "Living Doll") | Đoạt giải | [ 130 ]                 |
| Giải Edgar                                      | 2006 | Tập Hay Nhất Trong Loạt Phim Truyền Hình                                                              | Richard Catalani & Carol Mendelsohn (cho tập "A Bullet Runs Through It", Parts 1 & 2) | Đề cử     | [ 131 ]                 |
| Giải Edgar                                      | 2006 | Tập Hay Nhất Trong Loạt Phim Truyền Hình                                                              | Carol Mendelsohn, Naren Shankar, Quentin Tarantino & Anthony Zuiker (cho tập "Grave Danger") | Đề cử     | [ 131 ]                 |
| Giải Truyền Thông Môi Trường                    | 2011 | Truyền Hình Chính Kịch Từng Đoạn                                                                      | (cho tập "Fracked") | Đoạt giải | [ 132 ]                 |
| Giải Sáng Chế                                   | 2006 | Loạt Phim Chính Kịch Xuất Sắc                                                                         | (cho tập "Unbearable") | Đoạt giải | [ 133 ] [ 134 ]         |
| Giải Sáng Chế                                   | 2007 | Loạt Phim Chính Kịch Xuất Sắc                                                                         | (cho tập "Loco Motives") | Đề cử     | [ 135 ] [ 136 ]         |
| Giải Sáng Chế                                   | 2008 | Loạt Phim Chính Kịch Xuất Sắc                                                                         | (cho tập "Lying Down with Dogs") | Đoạt giải | [ 137 ] [ 138 ]         |
| Giải Quả Cầu Vàng                               | 2001 | Phim Truyền Hình Hay Nhất – Chính Kịch                                                                | CSI: Crime Scene Investigation | Đề cử     | [ 4 ]                   |
| Giải Quả Cầu Vàng                               | 2002 | Phim Truyền Hình Hay Nhất – Chính Kịch                                                                | CSI: Crime Scene Investigation | Đề cử     | [ 4 ]                   |
| Giải Quả Cầu Vàng                               | 2002 | Màn Trình Diễn Xuất Sắc Nhất Của Nữ Diễn Viên Trong Loạt Phim Truyền Hình - Chính Kịch                | Marg Helgenberger | Đề cử     | [ 4 ]                   |
| Giải Quả Cầu Vàng                               | 2003 | Màn Trình Diễn Xuất Sắc Nhất Của Nữ Diễn Viên Trong Loạt Phim Truyền Hình - Chính Kịch                | Marg Helgenberger | Đề cử     | [ 4 ]                   |
| Giải Quả Cầu Vàng                               | 2004 | Màn Trình Diễn Xuất Sắc Nhất Của Nam Diễn Viên Trong Loạt Phim Truyền Hình - Chính Kịch               | William Petersen | Đề cử     | [ 4 ]                   |
| Giải Quả Cầu Vàng                               | 2004 | Loạt Phim Truyền Hình Hay Nhất – Chính Kịch                                                           | CSI: Crime Scene Investigation | Đề cử     | [ 4 ]                   |
| Giải Nữ Thần Vàng                               | 2006 | Giải Khán Giả Truyền Hình Quốc Tế / Phim Truyền Hình Chính Kịch Hay Nhất                              | CSI: Crime Scene Investigation | Đoạt giải | [ 2 ]                   |
| Giải Nữ Thần Vàng                               | 2007 | Giải Khán Giả Truyền Hình Quốc Tế / Phim Truyền Hình Chính Kịch Hay Nhất                              | CSI: Crime Scene Investigation | Đoạt giải | [ 2 ]                   |
| Giải Nữ Thần Vàng                               | 2008 | Giải Khán Giả Truyền Hình Quốc Tế / Phim Truyền Hình Chính Kịch Hay Nhất                              | CSI: Crime Scene Investigation | Đoạt giải | [ 2 ] [ 139 ]           |
| Giải Nữ Thần Vàng                               | 2010 | Giải Khán Giả Truyền Hình Quốc Tế / Phim Truyền Hình Chính Kịch Hay Nhất                              | CSI: Crime Scene Investigation | Đoạt giải | [ 2 ] [ 140 ]           |
| Giải Nữ Thần Vàng                               | 2011 | Giải Khán Giả Truyền Hình Quốc Tế / Phim Truyền Hình Chính Kịch Hay Nhất                              | CSI: Crime Scene Investigation | Đoạt giải | [ 2 ] [ 141 ]           |
| Giải Nữ Thần Vàng                               | 2012 | Giải Khán Giả Truyền Hình Quốc Tế / Phim Truyền Hình Chính Kịch Hay Nhất                              | CSI: Crime Scene Investigation | Đoạt giải | [ 2 ] [ 142 ]           |
| Giải Nữ Thần Vàng                               | 2016 | Giải Khán Giả Truyền Hình Quốc Tế / Phim Truyền Hình Chính Kịch Hay Nhất                              | CSI: Crime Scene Investigation | Đoạt giải | [ 2 ] [ 143 ]           |
| Giải Cuộn Phim Vàng                             | 2001 | Biên Tập Âm Thanh Xuất Sắc Nhất Trong Phim Truyền Hình Từng Đoạn - Hiệu Ứng Âm Thanh Và Foley         | Mace Matiosian, David Rawlinson, David F. Van Slyke (cho tập "Pilot") | Đề cử     | [ 144 ] [ 145 ]         |
| Giải Cuộn Phim Vàng                             | 2002 | Biên Tập Âm Thanh Xuất Sắc Nhất Trong Phim Truyền Hình Từng Đoạn - Hiệu Ứng Âm Thanh Và Foley         | Mace Matiosian, David F. Van Slyke, Ruth Adelman, Jivan Tahmizian (cho tập "$35K O.B.O.") | Đoạt giải | [ 146 ]                 |
| Giải Cuộn Phim Vàng                             | 2003 | Biên Tập Âm Thanh Xuất Sắc Nhất Trong Phim Truyền Hình Từng Đoạn - Hiệu Ứng Âm Thanh Và Foley         | Mace Matiosian & David F. Van Slyke (cho tập "Fight Night") | Đề cử     | [ 147 ]                 |
| Giải Cuộn Phim Vàng                             | 2003 | Biên Tập Âm Thanh Xuất Sắc Nhất Ở Dạng Truyền Hình Ngắn – Đối Thoại & ADR                             | Mace Matiosian, David F. Van Slyke, Ruth Adelman, Jivan Tahmizian (cho tập "Fight Night") | Đề cử     | [ 147 ]                 |
| Giải Cuộn Phim Vàng                             | 2004 | Biên Tập Âm Thanh Xuất Sắc Nhất Ở Dạng Truyền Hình Ngắn - Hiệu Ứng Âm Thanh Và Foley                  | Mace Matiosian, David F. Van Slyke (cho tập "Grissom Versus the Volcano") | Đoạt giải | [ 148 ] [ 149 ]         |
| Giải Cuộn Phim Vàng                             | 2005 | Biên Tập Âm Thanh Xuất Sắc Nhất Ở Dạng Truyền Hình Ngắn - Hiệu Ứng Âm Thanh Và Foley                  | Mace Matiosian & David F. Van Slyke (cho tập "Down the Drain") | Đề cử     | [ 150 ] [ 151 ]         |
| Giải Cuộn Phim Vàng                             | 2005 | Biên Tập Âm Thanh Xuất Sắc Nhất Ở Dạng Phim Truyền Hình Ngắn - Đối Thoại & ADR                        | Mace Matiosian, David F. Van Slyke, Ruth Adelman, Todd Niesen, Yuri Reese, Jivan Tahmizian (cho tập "Down the Drain") | Đề cử     | [ 150 ] [ 151 ]         |
| Giải Cuộn Phim Vàng                             | 2005 | Biên Tập Âm Thanh Xuất Sắc Nhất Trong Thể Loại Phim Truyền Hình Ngắn – Âm Nhạc                        | Christine H. Luethje (cho tập "No Humans Involved") | Đề cử     | [ 150 ] [ 151 ]         |
| Giải Cuộn Phim Vàng                             | 2006 | Biên Tập Âm Thanh Xuất Sắc Nhất Ở Dạng Phim Truyền Hình Ngắn - Hiệu Ứng Âm Thanh Và Foley             | Mace Matiosian, William Smith, Mark Allen, David F. Van Slyke, Shane Bruce, Zane D. Bruce, Jeff Gunn, Joseph T. Sabella (cho tập "A Bullet Runs Through It, Part 1")                                                                                          | Đề cử     | [ 152 ] [ 153 ]         |
| Giải Cuộn Phim Vàng                             | 2006 | Biên Tập Âm Thanh Xuất Sắc Nhất Ở Dạng Phim Truyền Hình Dài - Hiệu Ứng Âm Thanh Và Foley              | Mace Matiosian, William Smith, David F. Van Slyke, Shane Bruce, Zane D. Bruce, Jeff Gunn, Joseph T. Sabella (cho tập "Grave Danger, Volume 1") | Đề cử     | [ 152 ] [ 153 ]         |
| Giải Cuộn Phim Vàng                             | 2006 | Biên Tập Âm Thanh Xuất Sắc Nhất Trong Thể Loại Phim Truyền Hình Ngắn – Âm Nhạc                        | Christine H. Luethje (cho tập "Snakes") | Đề cử     | [ 152 ] [ 153 ]         |
| Giải Cuộn Phim Vàng                             | 2006 | Biên Tập Âm Thanh Xuất Sắc Nhất Ở Dạng Phim Truyền Hình Dài – Âm Nhạc                                 | Christine H. Luethje (cho tập "Grave Danger") | Đề cử     | [ 152 ] [ 153 ]         |
| Giải Cuộn Phim Vàng                             | 2007 | Biên Tập Âm Thanh Xuất Sắc Nhất Trên Truyền Hình: Dạng Ngắn – Đối Thoại Và Thay Thế Đối Thoại Tự Động | Ruth Adelman, Mace Matiosian, Jivan Tahmizian (cho tập "Fannysmackin") | Đề cử     | [ 154 ]                 |
| Giải Cuộn Phim Vàng                             | 2008 | Biên Tập Âm Thanh Xuất Sắc Nhất Trên Truyền Hình: Dạng Ngắn – Đối Thoại Và Thay Thế Đối Thoại Tự Động | Mace Matiosian, Jivan Tahmizian, Ruth Adelman (cho tập "Cockroaches") | Đề cử     | [ 155 ]                 |
| Giải Cuộn Phim Vàng                             | 2008 | Biên Tập Âm Thanh Xuất Sắc Nhất - Hiệu Ứng Âm Thanh Và Foley Cho Truyền Hình Dạng Ngắn                | Mace Matiosian, David F. Van Slyke, Chad J. Hughes, Zane D. Bruce, Joseph T. Sabella (cho tập "Cockroaches") | Đề cử     | [ 155 ]                 |
| Giải Cuộn Phim Vàng                             | 2009 | Biên Tập Âm Thanh Xuất Sắc Nhất – Đối Thoại Dạng Ngắn Và ADR Trên Truyền Hình                         | Mace Matiosian, Ruth Adelman, Jivan Tahmizian (cho tập "Bull") | Đề cử     | [ 156 ] [ 157 ]         |
| Giải Cuộn Phim Vàng                             | 2009 | Biên Tập Âm Thanh Xuất Sắc Nhất – Nhạc Dạng Ngắn Trong Truyền Hình                                    | Troy Hardy (cho tập "Bull") | Đề cử     | [ 156 ] [ 157 ]         |
| Giải Cuộn Phim Vàng                             | 2009 | Biên Tập Âm Thanh Xuất Sắc Nhất - Hiệu Ứng Âm Thanh Dạng Ngắn Và Foley Trong Truyền Hình              | Mace Matiosian, David F. Van Slyke, Chad Hughes, David Van, James Bailey, Joseph T. Sabella (cho tập "Bull") | Đề cử     | [ 156 ] [ 157 ]         |
| Giải Cuộn Phim Vàng                             | 2010 | Biên Tập Âm Thanh Xuất Sắc Nhất – Đối Thoại Dạng Ngắn Và ADR Trên Truyền Hình                         | Mace Matiosian, Ruth Adelman, Jivan Tahmizian (cho tập "Mascara") | Đề cử     | [ 158 ] [ 159 ] [ 160 ] |
| Giải Cuộn Phim Vàng                             | 2010 | Biên Tập Âm Thanh Xuất Sắc Nhất – Nhạc Dạng Ngắn Trong Truyền Hình                                    | Troy Hardy (cho tập "Mascara") | Đề cử     | [ 158 ] [ 159 ] [ 160 ] |
| Giải Cuộn Phim Vàng                             | 2010 | Biên Tập Âm Thanh Xuất Sắc Nhất - Hiệu Ứng Âm Thanh Dạng Ngắn Và Foley Trong Truyền Hình              | Mace Matiosian, David F. Van Slyke, Ruth Adelman, James Bailey, Joseph T. Sabella (cho tập "Mascara") | Đề cử     | [ 158 ] [ 159 ] [ 160 ] |
| Giải Cuộn Phim Vàng                             | 2011 | Biên Tập Âm Thanh Xuất Sắc Nhất – Nhạc Dạng Ngắn Trong Truyền Hình                                    | Troy Hardy (cho tập "Unshockable") | Đề cử     | [ 161 ]                 |
| Giải Cuộn Phim Vàng                             | 2013 | Biên Tập Âm Thanh Xuất Sắc Nhất – Nhạc Dạng Ngắn Trong Truyền Hình                                    | Troy Hardy (cho tập "It Was a Very Good Year") | Đề cử     | [ 162 ]                 |
| Giải Cuộn Phim Vàng                             | 2014 | Biên Tập Âm Thanh Xuất Sắc Nhất – Nhạc Dạng Ngắn Trong Truyền Hình                                    | Troy Hardy (cho tập "Skin in the Game") | Đề cử     | [ 163 ]                 |
| Giải Cuộn Phim Vàng                             | 2016 | Biên Tập Âm Thanh Xuất Sắc Nhất - Hiệu Ứng Âm Thanh Dạng Dài Và Foley Trong Truyền Hình               | Mace Matiosian, David F. Van Slyke, Joan Rowe, Joseph T. Sabella (cho tập "Immortality") | Đề cử     | [ 164 ]                 |
| Giải Grand Prix Lồng Tiếng Quốc Tế              | 2011 | Phim Truyền Hình Hay Nhất                                                                             | CSI: Crime Scene Investigation | Đoạt giải | [ 165 ]                 |
| Giải Hiệp Hội Nghề Nghiệp Hollywood             | 2006 | Hiệu Chỉnh Màu Nổi Bật - Truyền Hình                                                                  | Paul Westerbeck & The Post Group Production Suites (cho tập "Gum Drop") | Đề cử     | [ 166 ]                 |
| Giải Hiệp Hội Nghề Nghiệp Hollywood             | 2007 | Phân Loại Màu Vượt Trội - Truyền Hình                                                                 | Paul Westerbeck & The Post Group Production Suites (cho tập "Built to Kill, Part 1") | Đoạt giải | [ 167 ]                 |
| Giải Hiệp Hội Nghề Nghiệp Hollywood             | 2007 | Âm Thanh Xuất Sắc Nhất - Truyền Hình                                                                  | Mace Matiosian, Bill Smith, Yuri Reese, Ruth Adelman, Jivan Tahmizian, Chad Hughes & Todd-AO (cho tập "Living Doll") | Đoạt giải | [ 167 ]                 |
| Giải Hiệp Hội Nghề Nghiệp Hollywood             | 2008 | Âm Thanh Xuất Sắc Nhất - Truyền Hình                                                                  | Mace Matiosian, Ruth Adelman, David Vanslyke, Bill Smith, Yuri Reese, Jivan Tahmizian & Todd-AO (cho tập "Cockroaches") | Đoạt giải | [ 168 ]                 |
| Giải Hiệp Hội Nghề Nghiệp Hollywood             | 2009 | Âm Thanh Xuất Sắc Nhất - Truyền Hình                                                                  | David F. Van Slyke // Slick Sounds Ruth Adelman, Jivan Tahmizian, Bill Smith, Yuri Reese, Mace Matiosian & Todd-AO (cho tập "Mascara") | Đề cử     | [ 169 ]                 |
| Giải Hiệp Hội Nghề Nghiệp Hollywood             | 2013 | Phân Loại Màu Vượt Trội - Truyền Hình                                                                 | Paul Westerbeck & Encore (cho tập "Ghosts of the Past") | Đề cử     | [ 170 ]                 |
| Giải Joey                                       | 2014 | Diễn Viên Nhí Tuổi 16-19 Trong Loạt Phim Chính Kịch / Diễn Viên Khách Mời Hài Kịch / Vai Chính        | Brendan Meyer | Đoạt giải | [ 171 ]                 |
| Giải Logie                                      | 2004 | Phim Truyền Hình Nước Ngoài Được Yêu Thích Nhất                                                       | CSI: Crime Scene Investigation | Đoạt giải | [ 172 ]                 |
| Giải Logie                                      | 2005 | Chương Trình Nước Ngoài Phổ Biến Nhất                                                                 | CSI: Crime Scene Investigation | Đề cử     | [ 173 ] [ 174 ]         |
| Giải Hình Ảnh NAACP                             | 2003 | Nam Diễn Viên Phụ Xuất Sắc Trong Phim Truyền Hình Chính Kịch                                          | Gary Dourdan | Đoạt giải | [ 175 ]                 |
| Giải Hình Ảnh NAACP                             | 2005 | Nam Diễn Viên Chính Xuất Sắc Trong Phim Truyền Hình Chính Kịch                                        | Gary Dourdan | Đề cử     | [ 176 ]                 |
| Giải Hình Ảnh NAACP                             | 2006 | Nam Diễn Viên Phụ Xuất Sắc Trong Phim Truyền Hình Chính Kịch                                          | Gary Dourdan | Đoạt giải | [ 177 ]                 |
| Giải Hình Ảnh NAACP                             | 2007 | Nam Diễn Viên Phụ Xuất Sắc Trong Phim Truyền Hình Chính Kịch                                          | Gary Dourdan | Đề cử     | [ 178 ]                 |
| Giải Hình Ảnh NAACP                             | 2007 | Kịch Bản Xuất Sắc Nhất Trong Phim Truyền Hình Chính Kịch                                              | Naren Shankar (cho tập "Killer") | Đề cử     | [ 178 ]                 |
| Giải Hình Ảnh NAACP                             | 2008 | Đạo Diễn Xuất Sắc Nhất Trong Phim Truyền Hình Chính Kịch                                              | Paris Barclay (cho tập "Meet Market") | Đề cử     | [ 179 ]                 |
| Giải Hình Ảnh NAACP                             | 2010 | Đạo Diễn Xuất Sắc Nhất Trong Phim Truyền Hình Chính Kịch                                              | Paris Barclay (cho tập "Coup de Grace") | Đề cử     | [ 180 ]                 |
| Giải Hình Ảnh NAACP                             | 2010 | Nam Diễn Viên Chính Xuất Sắc Trong Phim Truyền Hình Chính Kịch                                        | Laurence Fishburne | Đề cử     | [ 180 ]                 |
| Giải Hình Ảnh NAACP                             | 2011 | Nam Diễn Viên Chính Xuất Sắc Trong Phim Truyền Hình Chính Kịch                                        | Laurence Fishburne | Đề cử     | [ 181 ]                 |
| Giải Truyền Hình Quốc Gia                       | 2004 | Phim Chính Kịch Được Yêu Thích Nhất                                                                   | CSI: Crime Scene Investigation | Đề cử     | [ 182 ] [ 183 ]         |
| Giải Truyền Hình Quốc Gia                       | 2011 | Phim Chính Kịch Xuất Sắc Nhất                                                                         | CSI: Crime Scene Investigation | Đề cử     | [ 184 ]                 |
| Giải Hiệp Hội Điện Ảnh & Truyền Hình Trực Tuyến | 2001 | Nữ Diễn Viên Chính Xuất Sắc Nhất Trong Loạt Phim Chính Kịch Mới                                       | Marg Helgenberger | Đoạt giải | [ 185 ]                 |
| Giải Hiệp Hội Điện Ảnh & Truyền Hình Trực Tuyến | 2002 | Bố Trí Ánh Sáng Tốt Nhất Trong Loạt Phim                                                              | CSI: Crime Scene Investigation | Đề cử     | [ 186 ]                 |
| Giải Hiệp Hội Điện Ảnh & Truyền Hình Trực Tuyến | 2009 | Nam Diễn Viên Khách Mời Xuất Sắc Nhất Trong Phim Truyền Hình Chính Kịch                               | Bill Irwin | Đề cử     | [ 187 ]                 |
| Giải Sự Lựa Chọn Của Công Chúng                 | 2003 | Phim Truyền Hình Chính Kịch Được Yêu Thích                                                            | CSI: Crime Scene Investigation | Đoạt giải | [ 188 ]                 |
| Giải Sự Lựa Chọn Của Công Chúng                 | 2004 | Phim Truyền Hình Chính Kịch Được Yêu Thích                                                            | CSI: Crime Scene Investigation | Đoạt giải | [ 189 ]                 |
| Giải Sự Lựa Chọn Của Công Chúng                 | 2005 | Phim Truyền Hình Chính Kịch Được Yêu Thích                                                            | CSI: Crime Scene Investigation | Đoạt giải | [ 190 ]                 |
| Giải Sự Lựa Chọn Của Công Chúng                 | 2005 | Nữ Diễn Viên Truyền Hình Được Yêu Thích Nhất                                                          | Marg Helgenberger | Đoạt giải | [ 190 ]                 |
| Giải Sự Lựa Chọn Của Công Chúng                 | 2006 | Phim Truyền Hình Chính Kịch Được Yêu Thích                                                            | CSI: Crime Scene Investigation | Đoạt giải | [ 191 ]                 |
| Giải Sự Lựa Chọn Của Công Chúng                 | 2007 | Phim Truyền Hình Chính Kịch Được Yêu Thích                                                            | CSI: Crime Scene Investigation | Đề cử     | [ 192 ]                 |
| Giải Sự Lựa Chọn Của Công Chúng                 | 2008 | Phim Truyền Hình Chính Kịch Được Yêu Thích                                                            | CSI: Crime Scene Investigation | Đề cử     | [ 193 ]                 |
| Giải Sự Lựa Chọn Của Công Chúng                 | 2009 | Phim Truyền Hình Chính Kịch Được Yêu Thích                                                            | CSI: Crime Scene Investigation | Đề cử     | [ 194 ]                 |
| Giải Sự Lựa Chọn Của Công Chúng                 | 2010 | Phim Truyền Hình Chính Kịch Được Yêu Thích                                                            | CSI: Crime Scene Investigation | Đề cử     | [ 195 ]                 |
| Giải Sự Lựa Chọn Của Công Chúng                 | 2012 | Phim Truyền Hình Chính Kịch Được Yêu Thích                                                            | CSI: Crime Scene Investigation | Đề cử     | [ 196 ]                 |
| Giải Sự Lựa Chọn Của Công Chúng                 | 2013 | Phim Truyền Hình Chính Kịch Được Yêu Thích                                                            | CSI: Crime Scene Investigation | Đề cử     | [ 197 ] [ 198 ]         |
| Giải Emmy Giờ Vàng                              | 2001 | Chỉ Đạo Nghệ Thuật Xuất Sắc Cho Loạt Phim Máy Quay Đơn                                                | Cherie Baker & Brenda Meyers-Ballard (cho tập "Friends and Lovers") | Đề cử     | [ 3 ] [ 199 ]           |
| Giải Emmy Giờ Vàng                              | 2001 | Nữ Diễn Viên Chính Xuất Sắc Trong Phim Truyền Hình Chính Kịch                                         | Marg Helgenberger | Đề cử     | [ 3 ] [ 199 ]           |
| Giải Emmy Giờ Vàng                              | 2001 | Biên Tập Hình Ảnh Máy Quay Đơn Xuất Sắc Trong Loạt Phim                                               | Alex Mackie & Alec Smight (cho tập "Pilot") | Đề cử     | [ 3 ] [ 199 ]           |
| Giải Emmy Giờ Vàng                              | 2001 | Biên Tập Âm Thanh Nổi Bật Trong Loạt Phim                                                             | Mace Matiosian, David F. Van Slyke, Jivan Tahmizian, Ruth Adelman, Stan Jones, Zane D. Bruce, Joseph T. Sabella (cho tập "$35K O.B.O.") | Đề cử     | [ 3 ] [ 199 ]           |
| Giải Emmy Giờ Vàng                              | 2002 | Quay Phim Xuất Sắc Trong Loạt Phim Máy Quay Đơn                                                       | Jonathan West (cho tập "Identity Crisis") | Đề cử     | [ 3 ] [ 199 ]           |
| Giải Emmy Giờ Vàng                              | 2002 | Loạt Phim Chính Kịch Xuất Sắc Nhất                                                                    | Jerry Bruckheimer, Ann Donahue, Carol Mendelsohn, Anthony E. Zuiker, Jonathan Littman Sam Strangis, Danny Cannon, Cindy Chvatal, William Petersen | Đề cử     | [ 3 ] [ 199 ]           |
| Giải Emmy Giờ Vàng                              | 2002 | Trang Điểm Xuất Sắc Nhất Trong Loạt Phim (Không Dùng Bộ Phận Giả)                                     | Nicholas Pagliaro, Melanie Levitt, John Goodwin (cho tập "Slaves of Las Vegas") | Đoạt giải | [ 3 ] [ 199 ]           |
| Giải Emmy Giờ Vàng                              | 2002 | Trang Điểm Xuất Sắc Nhất Trong Loạt Phim (Dùng Bộ Phận Giả)                                           | John Goodwin (cho tập "Overload") | Đề cử     | [ 3 ] [ 199 ]           |
| Giải Emmy Giờ Vàng                              | 2002 | Hòa Âm Máy Quay Đơn Xuất Sắc Trong Loạt Phim                                                          | Yuri Reese, William Smith, Michael Fowler (cho tập "Primum Non Nocere") | Đề cử     | [ 3 ] [ 199 ]           |
| Giải Emmy Giờ Vàng                              | 2002 | Biên Tập Âm Thanh Nổi Bật Trong Loạt Phim                                                             | Mace Matiosian, David F. Van Slyke, Ruth Adelman, Jivan Tahmizian, Sheri Ozeki, Zane D. Bruce, Joseph T. Sabella (cho tập "Chasing the Bus") | Đề cử     | [ 3 ] [ 199 ]           |
| Giải Emmy Giờ Vàng                              | 2003 | Loạt Phim Chính Kịch Xuất Sắc                                                                         | Jerry Bruckheimer, Danny Cannon, Ann Donahue, Carol Mendelsohn, Anthony E. Zuiker, Cindy Chvatal, Jonathan Littman, William Petersen, Naren Shankar, Andrew Lipsitz, Josh Berman, Kenneth Fink, Richard J. Lewis, Louis Milito                                | Đề cử     | [ 3 ] [ 199 ]           |
| Giải Emmy Giờ Vàng                              | 2003 | Nữ Diễn Viên Chính Phim Truyền Hình Chính Kịch Xuất Sắc Nhất                                          | Marg Helgenberger | Đề cử     | [ 3 ] [ 199 ]           |
| Giải Emmy Giờ Vàng                              | 2003 | Trang Điểm Xuất Sắc Nhất Trong Loạt Phim (Không Dùng Bộ Phận Giả)                                     | Nicholas Pagliaro, Melanie Levitt, John Goodwin, Jackie Tichenor (cho tập "Lady Heather's Box") | Đề cử     | [ 3 ] [ 199 ]           |
| Giải Emmy Giờ Vàng                              | 2003 | Trang Điểm Xuất Sắc Nhất Trong Loạt Phim (Dùng Bộ Phận Giả)                                           | John Goodwin, Jackie Tichenor (cho tập "Got Murder?") | Đề cử     | [ 3 ] [ 199 ]           |
| Giải Emmy Giờ Vàng                              | 2003 | Hòa Âm Máy Quay Đơn Xuất Sắc Nhất Trong Loạt Phim                                                     | Yuri Reese, William Smith, Michael Fowler (cho tập "Revenge Is Best Served Cold") | Đề cử     | [ 3 ] [ 199 ]           |
| Giải Emmy Giờ Vàng                              | 2003 | Biên Tập Âm Thanh Nổi Bật Trong Loạt Phim                                                             | Mace Matiosian, David F. Van Slyke, Ruth Adelman, Jivan Tahmizian, Sheri Ozeki, Joseph T. Sabella, Zane D. Bruce (cho tập "Fight Night") | Đoạt giải | [ 3 ] [ 199 ]           |
| Giải Emmy Giờ Vàng                              | 2004 | Quay Phim Xuất Sắc Cho Loạt Phim Máy Quay Đơn                                                         | Frank Byers (cho tập "XX") | Đề cử     | [ 3 ] [ 199 ]           |
| Giải Emmy Giờ Vàng                              | 2004 | Loạt Phim Chính Kịch Xuất Sắc                                                                         | Jerry Bruckheimer, Danny Cannon, Cindy Chvatal, Ann Donahue, Jonathan Littman, Carol Mendelsohn, William Petersen, Anthony E. Zuiker, Andrew Lipsitz, Naren Shankar, Josh Berman, Elizabeth Devine, Kenneth Fink, Bruce Golin, Richard J. Lewis, Louis Milito | Đề cử     | [ 3 ] [ 199 ]           |
| Giải Emmy Giờ Vàng                              | 2004 | Trang Điểm Xuất Sắc Nhất Trong Loạt Phim (Không Dùng Bộ Phận Giả)                                     | Nicholas Pagliaro, Melanie Levitt, John Goodwin, Jackie Tichenor (cho tập "Assume Nothing/All for Our Country") | Đề cử     | [ 3 ] [ 199 ]           |
| Giải Emmy Giờ Vàng                              | 2004 | Hòa Âm Máy Quay Đơn Xuất Sắc Trong Loạt Phim                                                          | Yuri Reese, William Smith, Michael Fowler (cho tập "Grissom vs. The Volcano") | Đề cử     | [ 3 ] [ 199 ]           |
| Giải Emmy Giờ Vàng                              | 2005 | Đạo Diễn Loạt Phim Chính Kịch Xuất Sắc Nhất                                                           | Quentin Tarantino (cho tập "Grave Danger") | Đề cử     | [ 3 ] [ 199 ]           |
| Giải Emmy Giờ Vàng                              | 2005 | Trang Điểm Xuất Sắc Nhất Trong Loạt Phim (Không Dùng Bộ Phận Giả)                                     | Melanie Levitt, Matthew W. Mungle, Perri Sorel, Pam Phillips (cho tập "Ch-Changes") | Đề cử     | [ 3 ] [ 199 ]           |
| Giải Emmy Giờ Vàng                              | 2005 | Hòa Âm Máy Quay Đơn Xuất Sắc Trong Loạt Phim                                                          | Michael Fowler, Yuri Reese, William Smith (cho tập "Down the Drain") | Đề cử     | [ 3 ] [ 199 ]           |
| Giải Emmy Giờ Vàng                              | 2005 | Biên Tập Âm Thanh Nổi Bật Trong Loạt Phim                                                             | Mace Matiosian, Ruth Adelman, Jivan Tahmizian, David F. Van Slyke, Todd Niesen, Christine H. Luethje, Joseph T. Sabella, Zane D. Bruce (cho tập "Down the Drain")                                                                                             | Đề cử     | [ 3 ] [ 199 ]           |
| Giải Emmy Giờ Vàng                              | 2006 | Quay Phim Xuất Sắc Cho Loạt Phim Máy Quay Đơn                                                         | Michael Slovis (cho tập "Gum Drops") | Đoạt giải | [ 3 ] [ 199 ]           |
| Giải Emmy Giờ Vàng                              | 2006 | Hòa Âm Máy Quay Đơn Xuất Sắc Trong Loạt Phim                                                          | Yuri Reese, William Smith, Michael Fowler (cho tập "A Bullet Runs Through It") | Đề cử     | [ 3 ] [ 199 ]           |
| Giải Emmy Giờ Vàng                              | 2006 | Biên Tập Âm Thanh Nổi Bật Trong Loạt Phim                                                             | Mace Matiosian, Ruth Adelman, David F. Van Slyke, Jivan Tahmizian, Mark Allen, Troy Hardy, Zane D. Bruce, Joseph T. Sabella (cho tập "A Bullet Runs Through It, Part 1")                                                                                      | Đề cử     | [ 3 ] [ 199 ]           |
| Giải Emmy Giờ Vàng                              | 2007 | Quay Phim Xuất Sắc Cho Loạt Phim Máy Quay Đơn                                                         | Michael Slovis (cho tập "Built to Kill, Part 1") | Đề cử     | [ 3 ] [ 199 ]           |
| Giải Emmy Giờ Vàng                              | 2007 | Trang Điểm Xuất Sắc Nhất Trong Loạt Phim (Không Dùng Bộ Phận Giả)                                     | Melanie Levitt, Tom Hoerber, Clinton Wayne, Matthew W. Mungle (cho tập "Fannysmackin") | Đề cử     | [ 3 ] [ 199 ]           |
| Giải Emmy Giờ Vàng                              | 2007 | Sáng Tác Âm Nhạc Xuất Sắc Trong Loạt Phim                                                             | The Keane Brothers (cho tập "Law of Gravity") | Đề cử     | [ 3 ] [ 199 ]           |
| Giải Emmy Giờ Vàng                              | 2007 | Trang Điểm Bộ Phận Giả Xuất Sắc Cho Series, Miniseries, Điện Ảnh Hoặc Đặc Biệt                        | Melanie Levitt, Tom Hoerber, Matthew W. Mungle, Clinton Wayne (cho tập "Living Legend") | Đề cử     | [ 3 ] [ 199 ]           |
| Giải Emmy Giờ Vàng                              | 2007 | Hòa Âm Xuất Sắc Cho Series Hài Kịch Hoặc Chính Kịch (Một Giờ)                                         | Michael Fowler, Yuri Reese, William Smith (cho tập "Living Doll") | Đoạt giải | [ 3 ] [ 199 ]           |
| Giải Emmy Giờ Vàng                              | 2008 | Trang Điểm Nổi Bật Trong Loạt Phim Máy Quay Đơn (Không Phải Bộ Phận Giả)                              | Melanie Levitt, Tom Hoerber, Clinton Wayne, Matthew W. Mungle (cho tập "Dead Doll") | Đề cử     | [ 3 ] [ 199 ]           |
| Giải Emmy Giờ Vàng                              | 2008 | Biên Tập Âm Thanh Nổi Bật Trong Loạt Phim                                                             | Mace Matiosian, Ruth Adelman, Jivan Tahmizian, David F. Van Slyke, Chad J. Hughes, Joseph T. Sabella, Zane D. Bruce, Troy Hardy (cho tập "Cockroaches") | Đề cử     | [ 3 ] [ 199 ]           |
| Giải Emmy Giờ Vàng                              | 2009 | Quay Phim Xuất Sắc Cho Loạt Phim Một Giờ                                                              | James L. Carter (cho tập "For Warrick") | Đề cử     | [ 3 ] [ 199 ]           |
| Giải Emmy Giờ Vàng                              | 2009 | Trang Điểm Bộ Phận Giả Xuất Sắc Cho Series, Miniseries, Điện Ảnh Hoặc Đặc Biệt                        | Matthew W. Mungle, Clinton Wayne, Melanie Levitt, Tom Hoerber (cho tập "A Space Oddity") | Đề cử     | [ 3 ] [ 199 ]           |
| Giải Emmy Giờ Vàng                              | 2009 | Biên Tập Âm Thanh Nổi Bật Trong Loạt Phim                                                             | Mace Matiosian, Ruth Adelman, Jivan Tahmizian, David F. Van Slyke, Troy Hardy, Joseph T. Sabella, James Bailey (cho tập "Mascara") | Đề cử     | [ 3 ] [ 199 ]           |
| Giải Emmy Giờ Vàng                              | 2010 | Quay Phim Xuất Sắc Cho Loạt Phim Một Giờ                                                              | Christian Sebaldt (cho tập "Family Affair") | Đoạt giải | [ 3 ] [ 199 ]           |
| Giải Emmy Giờ Vàng                              | 2010 | Hiệu Ứng Hình Ảnh Đặc Biệt Nổi Bật Trong Loạt Phim                                                    | Sabrina Arnold, Rik Shorten, Steven Meyer, Derek Smith, Christina Spring, Joshua Cushner, Thomas Bremer, Mark R. Byers, Zachariah Zaubi (cho tập "Family Affair")                                                                                             | Đoạt giải | [ 3 ] [ 199 ]           |
| Giải Emmy Giờ Vàng                              | 2010 | Vinh Danh Học Viện Truyền Hình                                                                        | CBS Productions/Jerry Bruckheimer Television (cho tập "Coup De Grace") | Đoạt giải | [ 3 ] [ 199 ]           |
| Giải Hiệp Hội Các Nhà Sản Xuất Hoa Kỳ           | 2001 | Giải Tầm nhìn Kodak (Truyền hình)                                                                     | Jerry Bruckheimer | Đoạt giải | [ 200 ] [ 201 ]         |
| Giải Hiệp Hội Các Nhà Sản Xuất Hoa Kỳ           | 2002 | Giải Norman Felton Cho Nhà Sản Xuất Xuất Sắc Của Truyền Hình Từng Đoạn, Chính Kịch                    | CSI: Crime Scene Investigation | Đề cử     | [ 202 ] [ 203 ]         |
| Giải Hiệp Hội Các Nhà Sản Xuất Hoa Kỳ           | 2003 | Giải Norman Felton Cho Nhà Sản Xuất Xuất Sắc Của Truyền Hình Từng Đoạn, Chính Kịch                    | CSI: Crime Scene Investigation | Đề cử     | [ 204 ] [ 203 ]         |
| Giải Hiệp Hội Các Nhà Sản Xuất Hoa Kỳ           | 2004 | Giải Norman Felton Cho Nhà Sản Xuất Xuất Sắc Của Truyền Hình Từng Đoạn, Chính Kịch                    | CSI: Crime Scene Investigation | Đề cử     | [ 205 ] [ 203 ]         |
| Giải Hiệp Hội Các Nhà Sản Xuất Hoa Kỳ           | 2005 | Giải Norman Felton Cho Nhà Sản Xuất Xuất Sắc Của Truyền Hình Từng Đoạn, Chính Kịch                    | CSI: Crime Scene Investigation | Đề cử     | [ 206 ] [ 203 ]         |
| Giải Vệ Tinh                                    | 2002 | Nam Diễn Viên Chính Xuất Sắc Nhất – Loạt Phim Chính Kịch                                              | William Petersen | Đề cử     | [ 207 ]                 |
| Giải Vệ Tinh                                    | 2002 | Nữ Diễn Viên Chính Xuất Sắc Nhất – Loạt Phim Chính Kịch                                               | Marg Helgenberger | Đề cử     | [ 207 ]                 |
| Giải Vệ Tinh                                    | 2003 | Phim Truyền Hình Hay Nhất – Chính Kịch                                                                | CSI: Crime Scene Investigation | Đoạt giải | [ 208 ]                 |
| Giải Sao Thổ                                    | 2004 | Phim Truyền Hình Mạng Hay Nhất                                                                        | CSI: Crime Scene Investigation | Đoạt giải | [ c ] [ 209 ] [ 210 ]   |
| Giải Sao Thổ                                    | 2005 | Phim Truyền Hình Mạng Hay Nhất                                                                        | CSI: Crime Scene Investigation | Đề cử     | [ 211 ]                 |
| Giải Nghiệp Đoàn Diễn Viên Màn Ảnh              | 2002 | Màn Trình Diễn Xuất Sắc Nhất Của Dàn Diễn Viên Trong Phim Truyền Hình Chính Kịch                      | Gary Dourdan, George Eads, Jorja Fox, Paul Guilfoyle, Robert David Hall, Marg Helgenberger, William Petersen and Eric Szmanda | Đề cử     | [ 212 ]                 |
| Giải Nghiệp Đoàn Diễn Viên Màn Ảnh              | 2003 | Màn Trình Diễn Xuất Sắc Nhất Của Dàn Diễn Viên Trong Phim Truyền Hình Chính Kịch                      | Gary Dourdan, George Eads, Jorja Fox, Paul Guilfoyle, Robert David Hall, Marg Helgenberger, William Petersen and Eric Szmanda | Đề cử     | [ 213 ]                 |
| Giải Nghiệp Đoàn Diễn Viên Màn Ảnh              | 2004 | Màn Trình Diễn Xuất Sắc Nhất Của Dàn Diễn Viên Trong Phim Truyền Hình Chính Kịch                      | Gary Dourdan, George Eads, Jorja Fox, Paul Guilfoyle, Robert David Hall, Marg Helgenberger, William Petersen and Eric Szmanda | Đề cử     | [ 214 ] [ 215 ]         |
| Giải Nghiệp Đoàn Diễn Viên Màn Ảnh              | 2005 | Màn Trình Diễn Xuất Sắc Nhất Của Dàn Diễn Viên Trong Phim Truyền Hình Chính Kịch                      | Gary Dourdan, George Eads, Jorja Fox, Paul Guilfoyle, Robert David Hall, Marg Helgenberger, William Petersen and Eric Szmanda | Đoạt giải | [ 216 ]                 |
| Giải Phim Truyền Hình Quốc Tế Seoul             | 2009 | Phim Truyền Hình Nước Ngoài Được Yêu Thích Nhất Trong Năm                                             | CSI: Crime Scene Investigation | Đoạt giải | [ 217 ]                 |
| Giải TCA                                        | 2001 | Chương Trình Mới Nổi Bật Của Năm                                                                      | CSI: Crime Scene Investigation | Đề cử     | [ 218 ] [ 219 ]         |
| Giải TCA                                        | 2001 | Thành Tựu Nổi Bật Trong Phim Truyền Hình                                                              | CSI: Crime Scene Investigation | Đề cử     | [ 218 ] [ 219 ]         |
| Giải TCA                                        | 2002 | Thành Tựu Nổi Bật Trong Phim Truyền Hình                                                              | CSI: Crime Scene Investigation | Đề cử     | [ 220 ] [ 219 ]         |
| Giải Sự Lựa Chọn Của Thanh Thiếu Niên           | 2006 | Bình Chọn Nam Diễn Viên Chính Truyền Hình                                                             | George Eads | Đề cử     | [ 221 ] [ 222 ]         |
| Giải Sự Lựa Chọn Của Thanh Thiếu Niên           | 2011 | Bình Chọn Truyền Hình: Nhân Vật Phản Diện                                                             | Justin Bieber | Đoạt giải | [ 223 ] [ 224 ]         |
| Giải TP de Oro                                  | 2003 | Phim Truyền Hình Nước Ngoài Hay Nhất                                                                  | CSI: Crime Scene Investigation | Đoạt giải | [ 225 ] [ 226 ]         |
| Giải TP de Oro                                  | 2004 | Phim Truyền Hình Nước Ngoài Hay Nhất                                                                  | CSI: Crime Scene Investigation | Đoạt giải | [ 227 ]                 |
| Giải TP de Oro                                  | 2006 | Phim Truyền Hình Nước Ngoài Hay Nhất                                                                  | CSI: Crime Scene Investigation | Đề cử     | [ 228 ] [ 229 ]         |
| Giải TP de Oro                                  | 2007 | Phim Truyền Hình Nước Ngoài Hay Nhất                                                                  | CSI: Crime Scene Investigation | Đề cử     | [ 230 ] [ 231 ]         |
| Giải TP de Oro                                  | 2009 | Phim Truyền Hình Nước Ngoài Hay Nhất                                                                  | CSI: Crime Scene Investigation | Đề cử     | [ 232 ] [ 233 ]         |
| Giải Hướng Dẫn Truyền Hình                      | 2001 | Loạt Phim Mới Của Năm                                                                                 | CSI: Crime Scene Investigation | Đoạt giải | [ 234 ]                 |
| Giải Hiệp Hội Hiệu Ứng Hình Ảnh                 | 2010 | Hiệu Ứng Hình Ảnh Hỗ Trợ Nổi Bật Trong Chương Trình Phát Sóng                                         | Rik Shorten, Sabrina Arnold, Steve Meyer, Derek Smith | Đoạt giải | [ 235 ]                 |
| Giải Hiệp Hội Hiệu Ứng Hình Ảnh                 | 2010 | Sáng Tác Xuất Sắc Trong Chương Trình Phát Sóng Hoặc Thương Mại                                        | Derek Smith, Christina Spring, Steve Meyer, Zach Zaubi | Đoạt giải | [ 235 ]                 |
| Giải Webby                                      | 2002 | Tiếng Nói Công Chúng                                                                                  | CSI: Crime Scene Investigation | Đoạt giải | [ 236 ]                 |
| Giải Webby                                      | 2002 | Giải Webby                                                                                            | CSI: Crime Scene Investigation | Đề cử     | [ 236 ]                 |
| Giải Hiệp Hội Nhà Văn Hoa Kỳ                    | 2002 | Phim Truyền Hình Từng Đoạn                                                                            | Ann Donahue & Tish McCarthy (cho tập "Blood Drops") | Đề cử     | [ 237 ] [ 238 ]         |
| Giải Hiệp Hội Nhà Văn Hoa Kỳ                    | 2006 | Phim Truyền Hình Từng Đoạn                                                                            | Anthony E. Zuiker, Carol Mendelsohn, Naren Shankar & Quentin Tarantino (cho tập "Grave Danger") | Đề cử     | [ 239 ] [ 240 ]         |
| Giải Nghệ Sĩ Trẻ                                | 2003 | Màn Trình Diễn Xuất Sắc Nhất Trong Phim Truyền Hình Chính Kịch - Nữ Diễn Viên Nhí Khách Mời           | Sara Paxton | Đoạt giải | [ 241 ]                 |
| Giải Nghệ Sĩ Trẻ                                | 2009 | Màn Trình Diễn Xuất Sắc Nhất Trong Phim Truyền Hình - Nữ Diễn Viên Nhí Khách Mời                      | Joey King | Đề cử     | [ 242 ]                 |
| Giải Nghệ Sĩ Trẻ                                | 2015 | Màn Trình Diễn Xuất Sắc Nhất Trong Phim Truyền Hình – Nam Diễn Viên Nhí Khách Mời Độ Tuổi 14-11       | Justin Ellings | Đề cử     | [ 243 ]                 |

## Tiền nhiệm

### Nhượng quyền

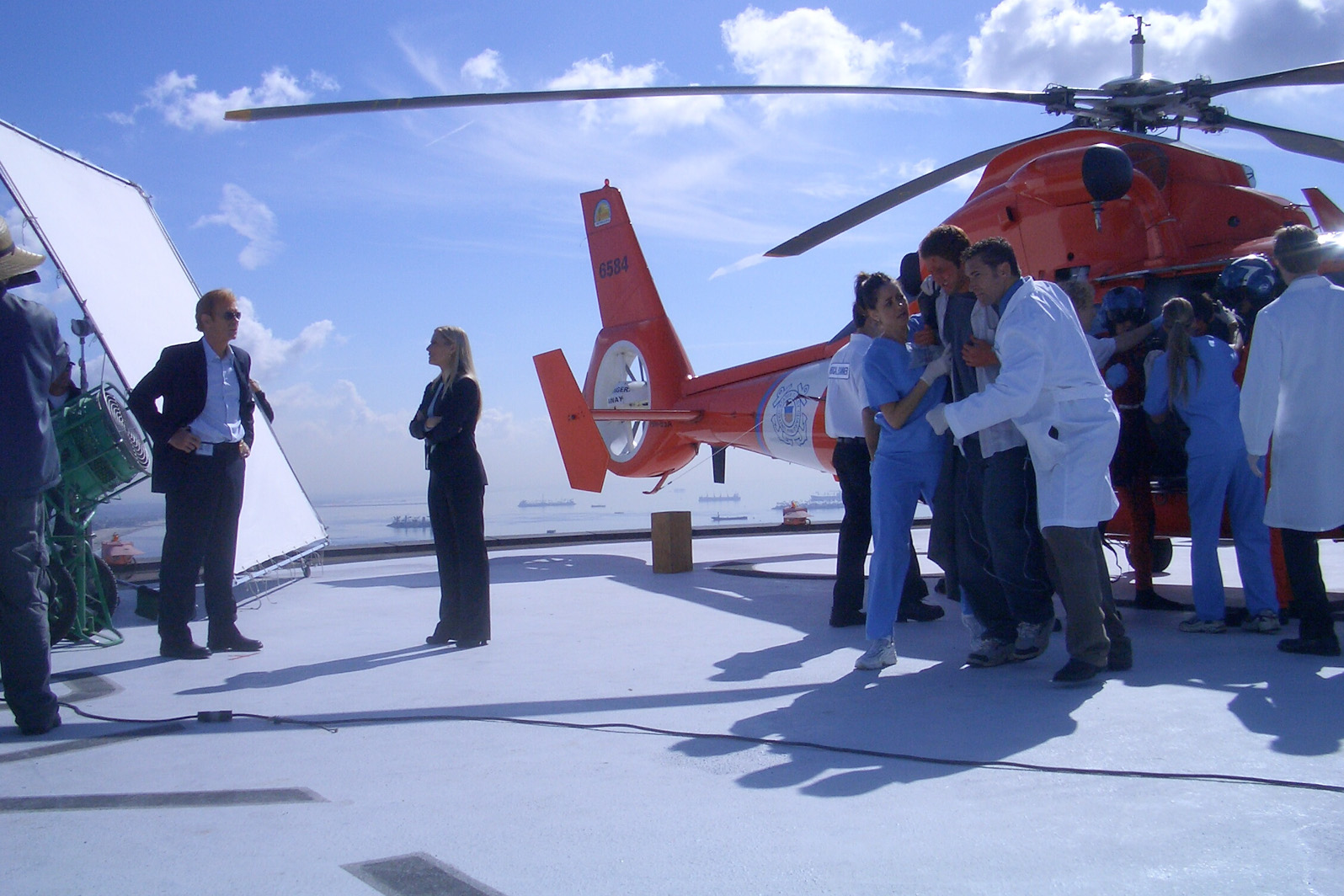
Một cảnh trên phim trường CSI: Miami, loạt phim phụ rất thành công của nguyên tác.

Kéo theo sự thành công của CSI, nhà đài CBS đã nhân cơ hội này mở rộng sang sản xuất dự án nhượng quyền thương mại bắt đầu từ năm 2002. Phần ngoại truyện mang tựa đề CSI: Miami lấy bối cảnh chính ở Miami, Florida với sự tham gia của David Caruso và Emily Procter. Tiếp nối nguyên tác, bộ phim được giới phê bình đánh giá cao và mang về hàng loạt giải thưởng ở lĩnh vực truyền hình, trong đó nổi bật nhất là 2 giải Emmy danh giá trên tổng số 5 đề cử. Cây bút Ann Hodges của tờ báo The Houston Chronicle nhận định "bản sao có thể trở nên hay hơn bản gốc", còn Aaron Barnhart đến từ tạp chí The Kansas City Star thì nhận xét "đây giống như chương trình mà CSI nên có từ lâu". Năm 2006, đài BBC News đã xuất bản một bài báo tuyên bố CSI: Miami là series truyền hình nổi tiếng nhất thế giới, có mặt trong bảng xếp hạng top 10 của nhiều quốc gia vào năm 2005 hơn bất kỳ loạt phim nào khác.
Dự án thứ hai mang tên CSI: NY công chiếu vào năm 2004 có sự góp mặt của Gary Sinise, Sela Ward và Melina Kanakaredes, series lấy bối cảnh ở Thành phố New York dựa trên ý tưởng "mọi thứ đã kết nối". Một năm sau, loạt phim thứ tư - CSI: Cyber tập trung vào bộ phận tội phạm mạng của FBI đã ra mắt với sự xuất hiện của Patricia Arquette và Ted Danson. Ngoài ra, loạt phim CSI cũng tồn tại cùng một "vũ trụ" hư cấu trong những bộ phim truyền hình về cảnh sát của CBS như Without a Trace và Cold Case. Một số truyện tranh, trò chơi và tiểu thuyết dựa trên hai series này đã ra đời.

### CSI: The Experience
Năm 2006, Bảo tàng Khoa học và Lịch sử Fort Worth đã tạo nên một triển lãm lưu động mang tên CSI: The Experience. Đến ngày 25 tháng 5 năm 2007, Bảo tàng Khoa học và Công nghiệp Chicago là viện bảo tàng đầu tiên tổ chức chuyến tham quan rộng rãi đến công chúng, buổi khai mạc có sự góp mặt của các ngôi sao kỳ cựu trong loạt phim truyền hình. Ngoài ra, Trung tâm Công nghệ Giảng dạy, Học tập và Truyền thông Não trái của Đại học Rice đã thiết kế một phiên bản triển lãm trực tuyến nhằm hỗ trợ những cá nhân không thể đến xem trực tiếp. CSI: The Experience cũng có một địa điểm thu hút tương tác tại sòng bạc MGM Grand Las Vegas ở Las Vegas và trung tâm thương mại Mall of America ở Minneapolis, Minnesota.

### CSI: Vegas
Vào ngày 10 tháng 2 năm 2020, thông cáo báo chí cho biết CBS đang lên lịch thực hiện một loạt phim giới hạn về CSI. Quá trình quay phim được cho là bắt đầu vào cuối năm 2020, William Petersen và Jorja Fox là hai diễn viên đầu tiên tham gia vào dự án. Trong tháng 2 năm 2021, Matt Lauria, Paula Newsome và Mel Rodriguez sẽ đồng hành cùng dàn nhân sự. Một tháng sau, giới truyền thông đưa tin Mandeep Dhillon và Wallace Langham là hai gương mặt mới vừa tuyển. Đến tháng 5 năm 2021, Jamie McShane được giao cho một vai diễn định kỳ và Paul Guilfoyle cũng sẽ quay trở lại với loạt phim.

## Sản phẩm

### DVD
| Mùa  | Tập phim | Ngày phát hành DVD   | Ngày phát hành DVD   | Ngày phát hành DVD   | Ngày phát hành DVD |
| Mùa  | Tập phim | Khu Vực 1            | Khu Vực 2            | Khu Vực 4            | Đĩa                |
| ---- | -------- | -------------------- | -------------------- | -------------------- | ------------------ |
| 1    | 23       | 25 tháng 3 năm 2003  | 8 tháng 12 năm 2003  | 8 tháng 11 năm 2006  | 6                  |
| 2    | 23       | 2 tháng 9 năm 2003   | 15 tháng 3 năm 2004  | 8 tháng 11 năm 2006  | 6                  |
| 3    | 23       | 30 tháng 3 năm 2004  | 26 tháng 7 năm 2004  | 8 tháng 11 năm 2006  | 6                  |
| 4    | 23       | 12 tháng 10 năm 2004 | 21 tháng 11 năm 2005 | 10 tháng 11 năm 2006 | 6                  |
| 5    | 25       | 29 tháng 11 năm 2005 | 26 tháng 6 năm 2006  | 29 tháng 1 năm 2007  | 7                  |
| 6    | 24       | 14 tháng 11 năm 2006 | 4 tháng 6 năm 2007   | 12 tháng 12 năm 2007 | 7                  |
| 7    | 24       | 20 tháng 11 năm 2007 | 25 tháng 2 năm 2008  | 3 tháng 12 năm 2008  | 7                  |
| 8    | 17       | 14 tháng 10 năm 2008 | 16 tháng 2 năm 2009  | 15 tháng 7 năm 2009  | 5                  |
| 9    | 24       | 1 tháng 9 năm 2009   | 1 tháng 3 năm 2010   | 2 tháng 6 năm 2010   | 6                  |
| 10   | 23       | 28 tháng 9 năm 2010  | 7 tháng 2 năm 2011   | 3 tháng 8 năm 2011   | 7                  |
| 11   | 22       | 27 tháng 9 năm 2011  | 30 tháng 4 năm 2012  | 6 tháng 6 năm 2012   | 6                  |
| 12   | 22       | 25 tháng 9 năm 2012  | 1 tháng 7 năm 2013   | 7 tháng 8 năm 2013   | 6                  |
| 13   | 22       | 17 tháng 9 năm 2013  | 9 tháng 6 năm 2014   | 6 tháng 8 năm 2014   | 6                  |
| 14   | 22       | 16 tháng 9 năm 2014  | 8 tháng 6 năm 2015   | 5 tháng 8 năm 2015   | 6                  |
| 15   | 18       | 15 tháng 9 năm 2015  | 25 tháng 4 năm 2016  | 5 tháng 10 năm 2016  | 5                  |
| Kết  | 2        | 15 tháng 12 năm 2015 | 23 tháng 5 năm 2016  | 9 tháng 11 năm 2016  | 1                  |
| Tổng | 337      | 21 tháng 11 năm 2017 | N/A                  | N/A                  | 93                 |

### Blu-ray
Công ty CBS Home Entertainment (do Paramount phân phối) phát hành mùa đầu tiên trên đĩa Blu-ray độ nét cao vào ngày 12 tháng 5 năm 2009. Không giống như DVD, bản này ở định dạng màn ảnh rộng 16:9 nguyên gốc và có âm thanh vòm 7.1. Đến ngày 29 cùng tháng, phần 8 trình làng ở khu vực B. Mùa tiếp theo sau đó được bán rộng rãi vào đầu tháng 9 cùng năm với màn hình 16:9 và âm thanh vòm DTS-HD Master Audio 7.1. Các tính năng bổ sung bao gồm lời bình luận, cảnh hậu trường và chức năng BD-Live. Ngày 18 tháng 11 năm 2011, mùa 10 ra mắt ở khu vực B. Tương tự, bản Blu-ray có cùng tỷ lệ khung hình nhưng chỉ được tích hợp công nghệ âm thanh DTS (DTS-HD 5.1).

### Sách
True Stories of CSI: The Real Crimes Behind the Best Episodes of the Popular TV Show (xuất bản tháng 8 năm 2009), tác giả phi hư cấu người Mỹ Katherine Ramsland theo dõi bằng chứng và xem lại một số tập hấp dẫn nhất của loạt phim truyền hình nổi tiếng về CSI, đồng thời khám phá những tội ác ngoài đời thực đã truyền cảm hứng cho đội ngũ làm phim đưa lên màn ảnh. Bà cũng xem xét tính xác thực của các cuộc điều tra pháp y được dựng lại cho các vở kịch và quy trình pháp y ngoài đời thực đầy gian nan áp dụng trong từng vụ án thực tiễn, từ kẻ giết người hàng loạt khét tiếng Richard Speck, vụ thảm sát các nhà sư Phật giáo trong một ngôi chùa ở Arizona cho đến trường hợp tự bốc cháy khó hiểu.

### Truyện tranh
Năm 2003, nhà xuất bản IDW Publishing đã phát hành loạt phim ngắn dựa trên cả ba series CSI, phần lớn nội dung lấy nguồn cảm hứng từ nguyên tác diễn ra tại Vegas.
Vào tháng 9 năm 2009, nhà phân phối Tokyopop ra mắt phiên bản manga của CSI do Sekou Hamilton sáng tác và phần đồ họa được thực hiện bởi Steven Cummings. Bộ truyện xoay quanh chuyến hành trình của năm thanh thiếu niên làm việc tại phòng thí nghiệm tội phạm Las Vegas với tư cách là thực tập sinh khi họ cố gắng giải quyết vụ án giết người tại trường trung học. Hai nhân vật Grissom và Catherine cũng xuất hiện trong tác phẩm.

### Trò chơi
Chín trò chơi điện tử dựa trên CSI: Crime Scene Investigation đã ra đời. Ba game lấy cảm hứng từ series phụ CSI: Miami, một cho series CSI: NY cũng được phát hành. Công ty Radical Entertainment phát triển các loại hình giải trí CSI cho đến năm 2004. Kể từ đó, Telltale Games tiếp tục cho ra mắt các phiên bản của loạt phim phụ. Ubisoft là bên chịu trách nhiệm phát hành tất cả các game thuộc về CSI.

### Khác
Một loạt game CSI phiên bản mobile games đã lần lượt ra đời. Vào mùa thu năm 2007, CBS hợp tác với Gameloft để đưa CSI lên nền tảng điện thoại di động. Phần đầu tiên của series được xuất bản là CSI: Miami. Trò chơi có sự tham gia của các nhân vật trên màn ảnh như Alexx Woods và Calleigh Duquesne, họ đang cố gắng giải quyết một vụ án giết người ở South Beach. Game có sẵn để tải xuống trên nhiều thiết bị iPod.
Đến mùa xuân năm 2008, Gameloft và CBS tiếp tục phát hành "CSI: Crime Scene Investigation – The Mobile Game" dựa trên loạt phim gốc ở Las Vegas. Game giới thiệu khả năng nhận cuộc gọi độc đáo để cung cấp các mẹo, manh mối và bằng chứng về hiện trường vụ án. Các nhà phát triển trò chơi đã hợp tác với Anthony E. Zuiker (tác giả bộ phim gốc) để đảm bảo cốt truyện và lời thoại phù hợp với phong cách của chương trình.